# Partido Comunista de Chile
El Partido Comunista de Chile, cuyos acrónimos son PCCh o PC, es un partido político chileno fundado el 2 de enero de 1922, por Luis Emilio Recabarren, como heredero del Partido Obrero Socialista (POS).
El PC se define como de raigambre obrera, campesina e intelectual, inspirado en el pensamiento de Karl Marx y Vladímir Lenin, el marxismo-leninismo. Su origen está estrechamente vinculado al desarrollo del movimiento obrero y social de comienzos del siglo XX, a la difusión del marxismo como filosofía política y al triunfo de la Revolución bolchevique de 1917. Es uno de los partidos más importantes de la izquierda chilena, teniendo una larga trayectoria dentro de la institucionalidad política del país, aunque también en determinados períodos ha estado fuera de la ley, por ejemplo durante los gobiernos de Carlos Ibáñez del Campo (1927-1931, 1952-1958) y de Gabriel González Videla (1946-1952), en estos últimos años a causa de la «Ley de Defensa Permanente de la Democracia».
Ha participado en diferentes alianzas electorales como el Frente Popular (FP), la Alianza Democrática, el Frente Nacional del Pueblo (FRENAP), el Frente de Acción Popular (FRAP) y posteriormente la Unidad Popular (UP). Ocupó cargos de gobierno en las administraciones de Gabriel González Videla, entre 1946 y 1947, y Salvador Allende, entre 1970 y 1973.
Luego del golpe militar del 11 de septiembre de 1973, quedó proscrito como el resto de las agrupaciones políticas de carácter marxista. Durante la dictadura militar de Augusto Pinochet (1973-1990), fue uno de los actores más golpeados por la represión política, ante lo cual ingresó a la clandestinidad. En los años ochenta, como parte de la oposición, participó junto a grupos guerrilleros en las luchas armadas por la recuperación democrática. Entre esos grupos se encontraba como el más destacado el Frente Patriótico Manuel Rodríguez (FPMR), que sería el brazo armado del PC desde 1983 hasta 1987.
Después del retorno a la democracia el 11 de marzo de 1990, entre esa fecha y marzo de 2014, fue opositor a los diferentes gobiernos, militando en diferentes coaliciones de izquierda, de igual forma no logrando tampoco representación parlamentaria. Retornó al Congreso Nacional recién en las elecciones parlamentarias de 2009, gracias a la elección de tres diputados. En ese año también se integraría a la coalición Concertación de Partidos por la Democracia y luego a Juntos Podemos Más y Por un Chile Justo, en 2012.
En abril de 2013, pasó a formar parte de la coalición política Nueva Mayoría y en noviembre de ese año, apoyó la candidatura presidencial de Michelle Bachelet. Entre marzo de 2014 y marzo de 2018, participó en dos ministerios de su gobierno: Claudia Pascual como ministra de la Mujer y de la Equidad de Género, y Marcos Barraza como ministro de Desarrollo Social y, en la subsecretaría de Previsión Social, teniendo a tres militantes a cargo del organismo.
En 2020, forma la coalición Chile Digno junto con la FRVS y diversos movimientos de izquierda, posteriormente en enero de 2021, dicho conglomerado pasó a formar parte de la coalición Apruebo Dignidad junto con los partidos del Frente Amplio. Tras las primarias de Apruebo Dignidad, el PCCh apoya la candidatura de Gabriel Boric en las Elecciones Presidenciales de ese año, la cual ganaría. En marzo de 2022 pasó a formar parte del gobierno de Gabriel Boric, por lo cual inicialmente participó de tres ministerios: Camila Vallejo como ministra secretaria general de Gobierno, Jeannette Jara como ministra del Trabajo y Previsión social y Flavio Salazar como ministro de Ciencia, Tecnología, Conocimiento e Innovación y en seis subsecretarias: en Fuerzas Armadas con Galo Eidelstein Silber, en Economía y Empresas de Menor Tamaño con Javiera Petersen Muga, en Educación con Nicolás Cataldo Astorga, en Justicia con Jaime Gajardo Falcón, en Telecomunicaciones con Claudio Araya San Martín y en Energía con Julio Maturana Franca.
Actualmente es representado en la Cámara de Diputadas y Diputados por Matías Ramírez, Nathalie Castillo, Luis Cuello, Carmen Hertz, Karol Cariola, Boris Barrera, Alejandra Placencia, Daniela Serrano, Lorena Pizarro y María Candelaria. Mientras que en el Senado es representado por Daniel Núñez y Claudia Pascual. El Partido Comunista fue el partido político chileno con mayor cantidad de inscritos ante el Servicio Electoral de Chile (Servel). A julio de 2025, es el tercero con más militantes, después del Frente Amplio y Partido Nacional Libertario. Asimismo, es el segundo partido político chileno con la mayor cantidad de patrimonio e instrumentos de inversión, declarados ante la misma institución electoral en 2017. Su ala juvenil son las Juventudes Comunistas (JJCC).

## Historia
La reconstrucción histórica del Partido Comunista de Chile ha surgido de la memoria de sus propios militantes, por medio de textos testimoniales, así como de investigaciones académicas. Entre los textos testimoniales destacan los de Elías Lafertte, Juan Chacón y Volodia Teitelboim. Las primeras investigaciones fueron llevadas a cabo por Hernán Ramírez Necochea. En las últimas décadas se han agregado los aportes de Julio Pinto Vallejos, Rolando Álvarez Vallejos, Sergio Grez y Olga Ulianova.

### Antecedentes: el Partido Obrero Socialista (1912-1922)

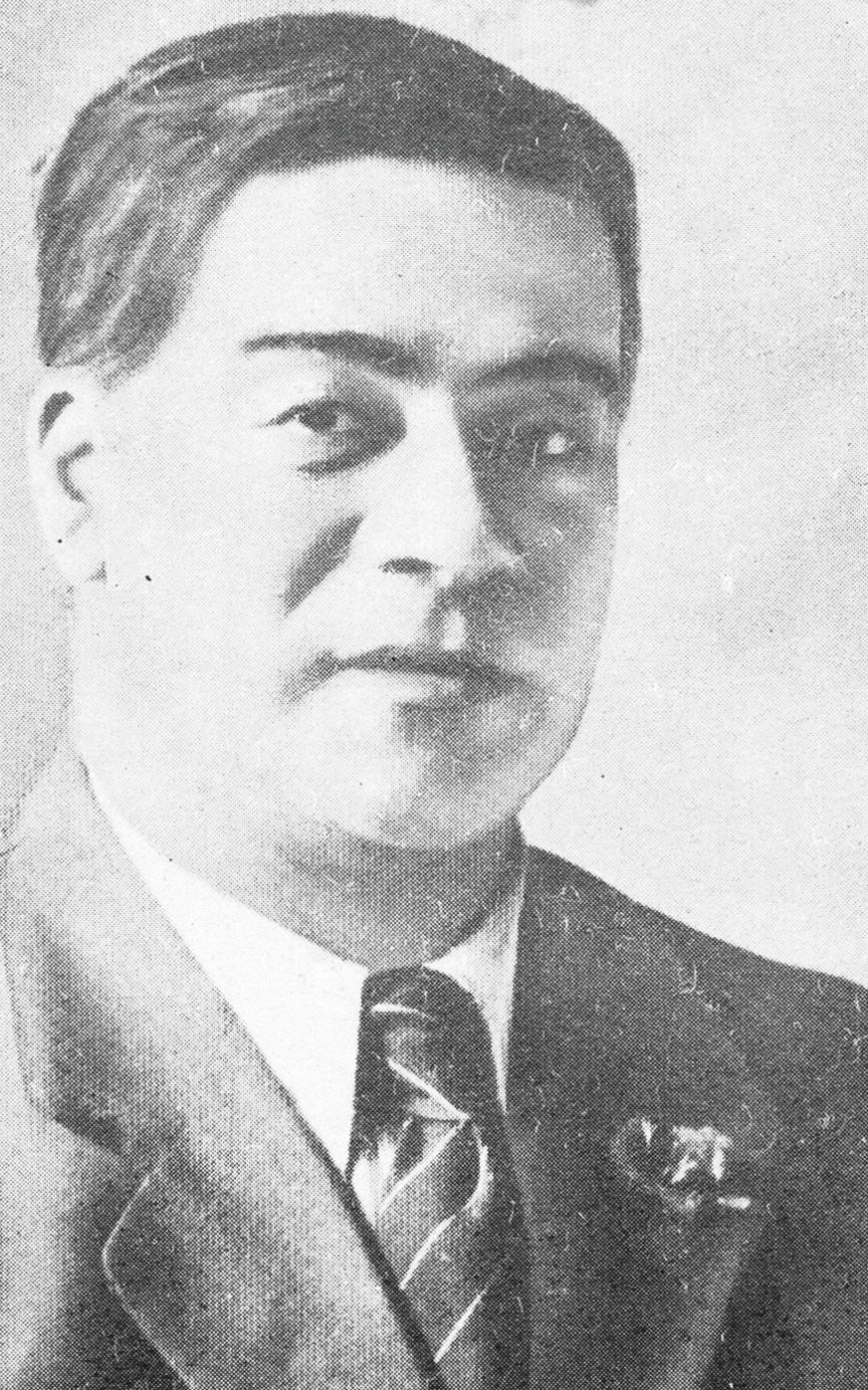
Luis Emilio Recabarren, fundador del Partido Comunista de Chile.

El Partido Comunista de Chile tiene sus orígenes en el Partido Obrero Socialista (POS), fundado el 4 de junio de 1912 por el obrero tipógrafo Luis Emilio Recabarren, junto a unos 30 obreros salitreros y empleados, en el local del periódico obrero El Despertar de los Trabajadores, ubicado en calle Barros Arana 9, en la ciudad de Iquique, en el Norte Grande del país.

### Nacimiento del Partido Comunista de Chile (1922-1927)
Bajo la dirección de Luis Emilio Recabarren, el Partido Obrero Socialista realiza su III Congreso en Rancagua, el 2 de enero de 1922, allí se decide la adhesión a la Internacional Comunista, aceptando las 21 condiciones, tras lo cual adquiere su actual nombre de Partido Comunista de Chile y es electo como secretario general Ramón Sepúlveda.
Durante aquel periodo el país enfrenta una severa crisis política y social, bajo el cual hay constante persecución al movimiento obrero y social, principalmente a la Federación Obrera de Chile, ejemplo de aquello son la Masacre de Marusia y la Matanza de La Coruña, bajo el gobierno de Arturo Alessandri. Además, en aquel periodo el partido sufre intensos debates en torno a su línea política y la pérdida de su histórico líder, Luis Emilio Recabarren, que se suicida el 19 de diciembre de 1924, aparentemente a causa de una depresión provocada tanto por problemas de índole personal como partidistas.
El 11 de septiembre del mismo año se conforma una Junta de Gobierno que depone el gobierno de Alessandri, pero solo dura hasta el 23 de enero de 1925, luego que otra Junta de Gobierno la depone, para que vuelva Alessandri a terminar su mandato. Una vez retornado a La Moneda, Alessandri conforma una Comisión Constituyente, la cual contaría con la presencia del entonces comunista Manuel Hidalgo, dicha comisión elabora la Constitución Política de 1925 y plebiscitada aquel año. En dicho referéndum el PCCh llamó a la abstención, la cual alcanzó el 54,63%.

### Dictadura ibañista y crisis económica (1927-1933)
En 1927 se estableció en el poder Carlos Ibáñez del Campo, quien inició una persecución política contra los movimientos opositores a su gobierno, entre los que se encontraba el Partido Comunista. En marzo del mismo año el régimen ordena clausurar la prensa del partido, y sus militantes y dirigentes comenzaron a ser encarcelados. Ya en 1929 la mayoría del Partido Comunista estaba relegado en Isla de Pascua. Dentro del partido, diversos caudillos que con un pequeño grupo de seguidores que criticaban abiertamente el gobierno de Ibáñez, demostraron que el partido no tenía una estructura celular. A causa de esto, el Comité Central (C.C.) debió ser reestructurado, trasladándose a Valparaíso, donde se estableció encabezado por Galo González.

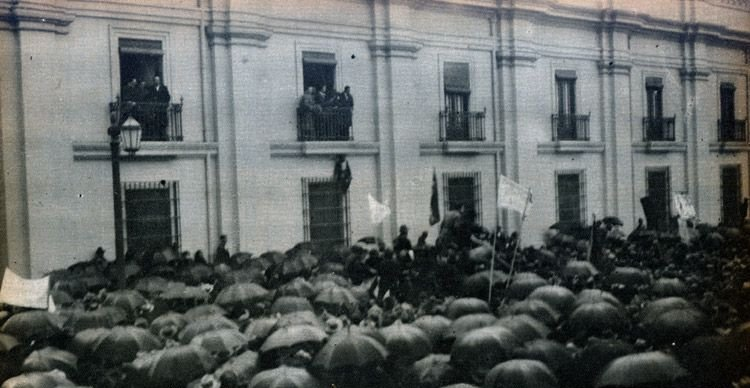
Demostración frente al palacio de La Moneda en apoyo a República Socialista.

En 1931 repercutió en Chile la Gran Depresión, y hubo un resurgimiento del movimiento popular. La gente comenzó con movilizaciones y huelgas para terminar con la dictadura. Cuando esto se logró, el Partido Comunista salió de su clandestinidad y convocó a una Conferencia Nacional, la que reconstituyó el Comité Central. Entre el 31 de agosto y el 7 de septiembre se produjo la Sublevación de la Escuadra de Chile, motín y movilización gremial protagonizada por el conjunto de la marinería de la Armada de Chile. El movimiento nació como protesta frente a una fuerte rebaja de salarios, que había sido decretada por el gobierno del vicepresidente Manuel Trucco, en medio de la crisis económica y política que atravesaba el país, y en donde el PCCh y la FOCh actuaron en apoyo (y organización del movimiento).
En este período el PCCh se planteó el objetivo de darle una salida revolucionaria a la crisis económica del país, que se veía profundizada por la inestabilidad política del mismo luego de la salida de Ibáñez. Dentro de los sucesivos gobiernos que lo siguieron, las movilizaciones y huelgas sociales se multiplicaron, llegando incluso el PCCh a llamar a la conformación de Soviets Obreros durante el período de la efímera República Socialista. Solo se restableció la estabilidad política con la llegada de Arturo Alessandri Palma al poder en 1932.
Cabe destacar que este período se enmarca en el proceso de bolchevización del Partido Comunista, en donde se consolidan las formas leninistas de organización dentro del funcionamiento partidario, así como también de la adopción de la política del Tercer Período o Clase contra Clase propiciada en VI Congreso de la Internacional Comunista.
En 1933 se celebra una Conferencia Nacional en la que el partido plantea que solo es posible avanzar al socialismo a través de las transformaciones antioligárquicas y antiimperialistas. Esta fase es denominada Nacional Democrática. Sin embargo, su política de alianza sigue siendo estrecha.

### Los Frentes Populares y la expansión en el mundo social (1935-1948)
A partir de 1935, el Partido Comunista plantea la necesidad de la unión de la clase obrera chilena junto el campesinado y las clases medias para enfrentar el fascismo en lo que se denominó el Frente Popular. Esta estrategia logra encontrar acogida y en 1936 se constituye una alianza política y social que integran el Partido Comunista, el Partido Socialista, el Partido Radical, el Partido Democrático, y la Central de Trabajadores. Esto atrajo amplias simpatías, aumentando la presencia del Partido Comunista en la sociedad (ampliando su base que hasta entonces era exclusivamente de clase obrera) y en la política chilena (con importantes éxitos electorales).

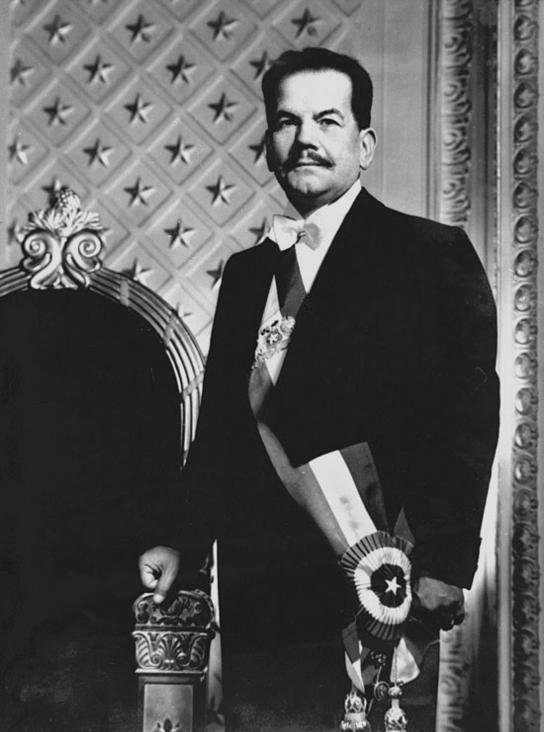
Pedro Aguirre Cerda, presidente electo por el Frente Popular.

Un papel decisivo en la formulación de esta nueva estrategia corresponde al VII Congreso de la Internacional Comunista, realizado en 1935, que busca definir una estrategia capaz de:
- Hacer frente a la ofensiva fascista, que asolaba especialmente Europa.
- Defender la democracia (entendiendo como democracia burguesa).
- Crear condiciones para una nueva ofensiva popular que permitiera avanzar hacia el socialismo.

En 1938 el Frente Popular, con el radical Pedro Aguirre Cerda como candidato, se enfrenta a una coalición de derecha que presentaba como candidato a Gustavo Ross. El Partido Comunista se integra al Frente Popular junto con el Partido Socialista, el Partido Demócrata y el Partido Radical.
En 1941 se produce la división entre los comunistas y los socialistas. El líder del Partido Socialista Óscar Schnake Vergara, que había sido atacado por los comunistas por participar en una misión en EE. UU. para solicitar créditos, sostuvo la tesis de que la mayoría de los chilenos no deseaban al Partido Comunista, el cual obedecía y respaldaba las decisiones adoptadas en la Internacional Comunista.
Tras el pacto nazi-soviético, el discurso del PCCh del antifascismo cedió el paso a un genérico discurso antiimperialista y anticapitalista, definiendo la II Guerra Mundial como una guerra «interimperialista». Después de la invasión nazi a la URSS, la postura del partido dio un vuelco y se interpretó el conflicto como una guerra antifascista y democrática, consistió en propiciar a unidad y la movilización de los chilenos antifascista en pro de la ayuda política, moral y material a la Unión Soviética y a sus aliados (Movimiento Unión para la Victoria). Comenzó la lucha contra grupos filonacionalsocialistas que existía en ciertos grupos del país, que eran partidarios de la Alemania nazi.
En contribución a estos objetivos se formó la Alianza Nacional Antifascista, apoyando la coalición antihitleriana. Los puntos programáticos de esta alianza fueron:
- Ruptura de relaciones diplomáticas con el eje nazi-fascista.
- Establecimiento de relaciones diplomáticas con la Unión Soviética.
- Desarrollo de la producción; el progreso y la independencia del país.

Así el Partido Comunista apoya en 1942 la candidatura de Juan Antonio Ríos, en unión con los radicales, los socialistas, los liberales, y parte de la Falange Nacional.
En la campaña presidencial de 1946 el Partido Comunista buscaba un candidato que impulsara las transformaciones antiimperialistas y antioligárquicas que el país requería. Gabriel González Videla, candidato del Partido Radical, se presentó como líder del sector izquierdista y apoyando estas ideas. Pareciendo ser el mejor candidato, los comunistas decidieron apoyar a González Videla. Después del triunfo electoral, el Partido Comunista entró por primera vez en la historia a un gobierno, contando con tres ministros en su interior, esforzándose porque las ideas expuestas en la campaña se llevaran a la práctica. Una de las más polémicas fue la autorización para organizar sindicatos en el campo, los que se multiplicaron desde fines de 1946. La elección municipal de abril de 1947 resultó favorable al PC (obtuvo un 16% de los votos), viendo aumentar su representación. Esto precipitó un cambio de gabinete ante la presión del Partido Liberal, que también tenía ministros, junto con los radicales. Esto ocasionó la salida de los comunistas de los ministerios, pero no la ruptura con el gobierno. De hecho, hasta agosto mantuvo sus intendentes y gobernadores. En este período, los comunistas aumentaron su presencia en el mundo social a través del Frente Nacional de la Vivienda (que organizó tomas de terrenos en Lo Zañartu; Renca (Población Recabarren) y Barrancas (Anexo Lautaro, dando origen después a la Población Los Nogales).
Las presiones económicas de Estados Unidos, los conflictos internos y el clima de agitación social (huelga de la locomoción) llevaron a que en agosto González Videla expulsara al PCCh de los cargos que todavía conservaba. Primero obtuvo la promulgación de una Ley de Facultades Extraordinarias que permitió la relegación masiva de comunistas a Pisagua. Un año después obtuvo del Congreso la Ley de Defensa Permanente de la Democracia, que los comunistas llamaron «Ley Maldita». Esta ley ilegalizó a los comunistas —cancelando su inscripción en el Registro Electoral el 4 de septiembre de 1948—, lo que le permitió al gobierno profundizar la represión contra los comunistas y sus aliados. Así comenzó la segunda clandestinidad.

### La Ley de Defensa Permanente de la Democracia y la clandestinidad (1948-1958)
En 1949, Galo González reemplazó a Ricardo Fonseca como secretario general del Partido, ante la enfermedad de este último. La orientación política continuó de la misma forma: se centró la lucha contra la dictadura y por las libertades democráticas, se buscó la unión de la clase obrera y el pueblo, y se esforzó por mantener posiciones en los organismos de masas luchando por las reivindicaciones populares. En la clandestinidad, el Partido Comunista decidió apoyar a Salvador Allende en las elecciones presidenciales de 1952. Para esto, formó junto al Partido Socialista el «Frente de Liberación Nacional» (o Frente del Pueblo) que impulsaba un programa de cambios antiimperialistas y antioligárquicos. No obstante, ante la clandestinidad y la dispersión de las fuerzas populares, fue Carlos Ibáñez del Campo quien se llevó el triunfo. Al no cumplir sus promesas de campaña, fue progresivamente perdiendo popularidad, quedando sin el apoyo de quienes lo llevaron al poder. Entretanto, la lucha de las masas populares aumentaba, y la Ley Maldita fue sobrepasada por los hechos. El PCCh ganaba su legalidad en las calles. La profunda crisis económica y social que se vivía en Chile hacía evidente un cambio en el gobierno. El X Congreso del Partido Comunista, celebrado en 1956, planteó esta tesis sosteniendo la posibilidad de que ese gobierno pudiese ser conquistado sin guerra civil, sino que a través de la legalidad imperante, con el apoyo de las masas y de la unidad popular, abandonando las tesis clásicas sobre conquista del poder político e instauración de la dictadura del proletariado a través de una insurrección armada.
Durante el periodo de clandestinidad del partido, se gestarían organizaciones como el «Movimiento 2 de abril» y después el «Movimiento de Resistencia Antiimperialista», liderado por Luis Reinoso. Este último, junto a la Vanguardia Nacional del Pueblo, fundada en 1958, y la Vanguardia Nacional Marxista, fundada en 1960, forman la Vanguardia Revolucionaria Marxista (VRM), de alineación marxista-leninista-maoísta en 1962. El VRM y la división de esta en dos vertientes, una maoísta y otra socialista-trotskista, serían la base para la formación del Partido Comunista Revolucionario (PCR) y el Movimiento de Izquierda Revolucionaria (MIR), respectivamente. El PCR se disolvería a principios de los años 1980s y se forma el Partido Comunista Chileno (Acción Proletaria) liderado por Eduardo Artés, de carácter antirrevisionista.

### Frente de Acción Popular (1958-1969)

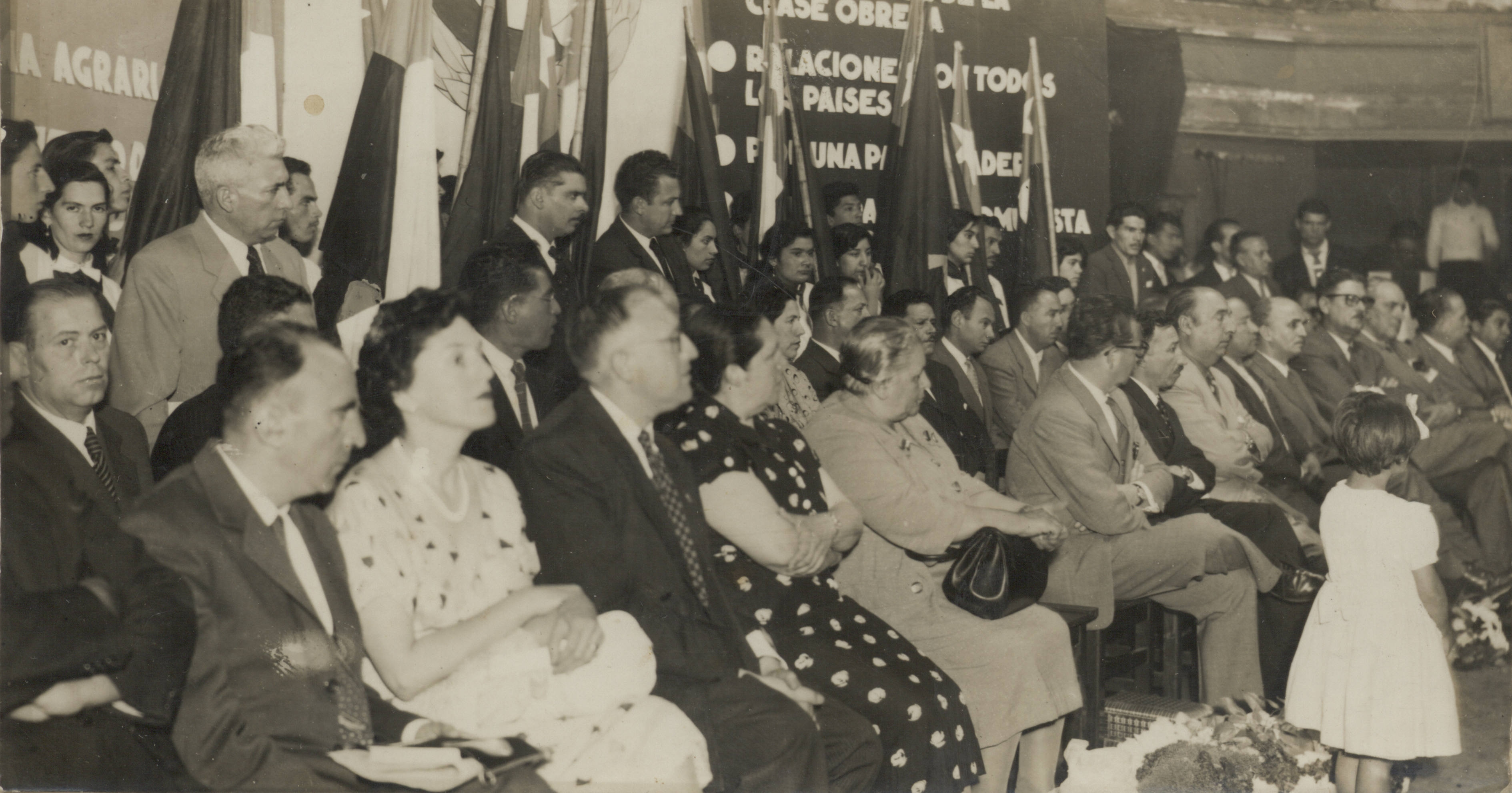
Congreso del Partido Comunista, al cual asisten Pablo Neruda, Luis Corvalán, Alejandro Toro y otros dirigentes.

En 1958 se forma el Bloque de Saneamiento Democrático, que contribuyó a democratizar la política del país devolviéndoles sus derechos electorales a los comunistas. Ese mismo año el PCCh recobró su legalidad a través de la derogación de la ley maldita. Para las elecciones del mismo año, el Frente de Acción Popular (FRAP) levanta la candidatura de Salvador Allende, logrando un inmenso apoyo de las masas. Por primera vez en la historia existía la posibilidad de triunfo por parte de la clase obrera. Sin embargo, los resultados estuvieron a favor de Jorge Alessandri, el candidato de derecha.
El fracaso demostró que el país requería cambios de fondo, y la mayoría de los chilenos se mostró a favor de estos. En las elecciones de 1964 hubo una gran batalla de las clases. El FRAP nuevamente levantó a Salvador Allende como candidato. Ante la popularidad de Allende, la derecha retiró a su candidato y apoyó al de Democracia Cristiana (creada en 1957), considerado como un «mal menor», con el fin de impedir el triunfo de Allende. Así fue como ganó las elecciones Eduardo Frei Montalva. El gobierno de la DC fracasó en su intento de sacar al país de la crisis. El XIV Congreso buscaba unir a la mayor parte del país: obreros, campesinos, capas medias, pequeños y medianos productores. En 1968, en su Manifiesto al Pueblo, el partido había planteado que en las filas del pueblo estaba el PR y parte importante de la DC, puesto que representaban a considerables capas populares. El partido buscaba crear un frente aún mayor que el FRAP. Como resultado, en 1969 quedó conformada la Unidad Popular (UP), con participación de comunistas, socialistas, radicales, social demócratas, ibañistas agrupados en la Acción Popular Independiente (API) y ex- democrátas cristianos agrupados la Izquierda Cristiana (IC) y en el Movimiento de Acción Popular Unitaria (MAPU). Inmediatamente elaboró un programa de gobierno antiimperialista y antioligárquico, y proclamó como su candidato presidencial a Salvador Allende.

### La Unidad Popular (1969-1973)

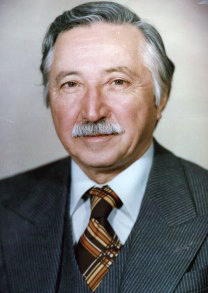
Luis Corvalán, Secretario general del PC (1958-1990).

El triunfo de la UP en septiembre de 1970 constituyó la materialización política del PCCh. Por primera vez era una coalición de izquierda la que gobernaba realmente, aunque no contaba con todo el poder. Comenzó por nacionalizar las riquezas básicas (cobre, carbón, salitre, hierro, etc.), expropió los monopolios y la mayoría de la banca, formando un área de propiedad social que coexistió con un área mixta y otra privada; liquidó el latifundio a través de la expropiación de predios privados ociosos, radicalizando la Reforma Agraria; extendió, al menos nominalmente, de manera inédita los derechos de los trabajadores; formuló políticas tendientes a mejorar el ingreso de los sectores desposeídos e intentó elevar el nivel de consumo y de vida de las grandes mayorías.

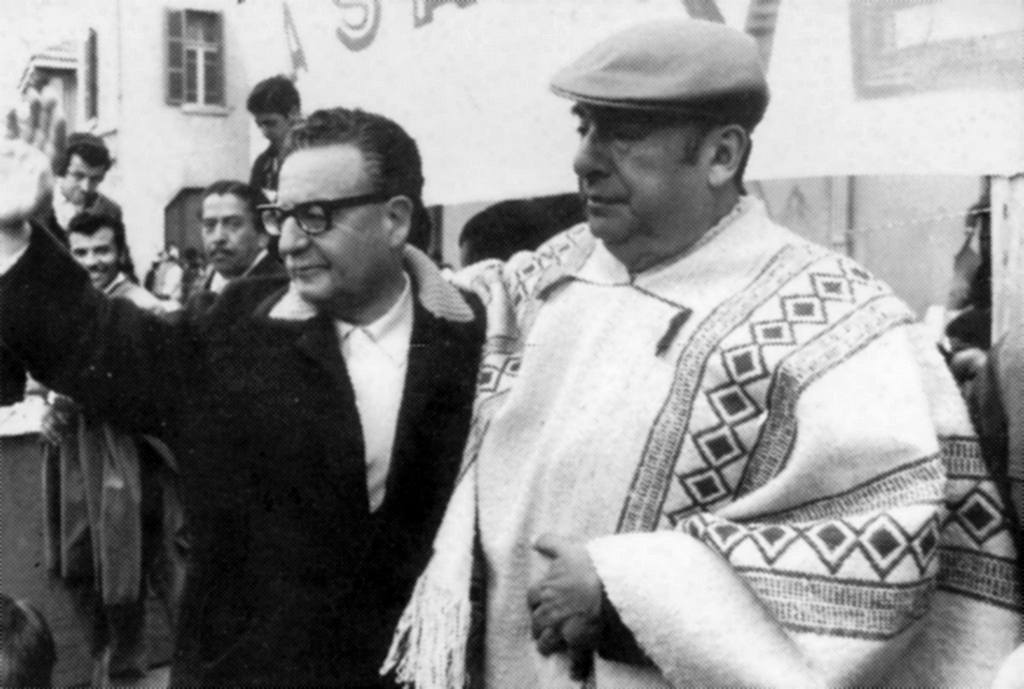
Salvador Allende junto al poeta y militante comunista Pablo Neruda.

Por su parte, la Central Única de Trabajadores (CUT) jugó un papel importante bajo el gobierno de la Unidad Popular, dándose por primera vez en la historia de Chile la participación del movimiento obrero organizado en las labores del gobierno. En 1972, la oposición derechista trató de paralizar al país a través de un paro que se intentó en octubre, pero la CUT y otras organizaciones sindicales lo impidieron.
No obstante el gobierno enfrentó serios problemas económicos y sociales, además de un clima confrontacional siempre creciente que, incapaz de solucionar, atribuyó a factores externos (sobre todo la intervención norteamericana). Los partidarios de la Unidad Popular, que en el momento en que Allende fue elegido eran poco más de un tercio de la sociedad chilena, fueron aumentando su volumen hasta llegar al 43,85% en las elecciones parlamentarias de 1973; sin embargo, la oposición (la Democracia Cristiana y el Partido Nacional) unieron sus fuerzas formando la Confederación de la Democracia (CODE), aumentando la polarización del país. Hasta antes del golpe de Estado de 1973 la sede principal del Partido Comunista estaba en Teatinos 416, en la esquina con calle Compañía.
Finalmente, el 11 de septiembre de 1973 las Fuerzas Armadas tomaron el poder tras un Golpe de Estado, iniciando el gobierno de una Junta militar y derrocando a Salvador Allende; los partidos políticos no pudieron seguir operando y el Partido Comunista fue puesto fuera de la legalidad. Los sectores cercanos al gobierno de Allende culpan de este quiebre institucional a los Estados Unidos (que obró a través de la CIA para desestabilizar al gobierno de la UP en Chile) y la sedición de fuerzas políticas de centro (Democracia Cristiana) y de derecha (Partido Nacional). Así empezó nuevamente la clandestinidad del PCCh.

### Dictadura Militar y persecución (1973-1980)

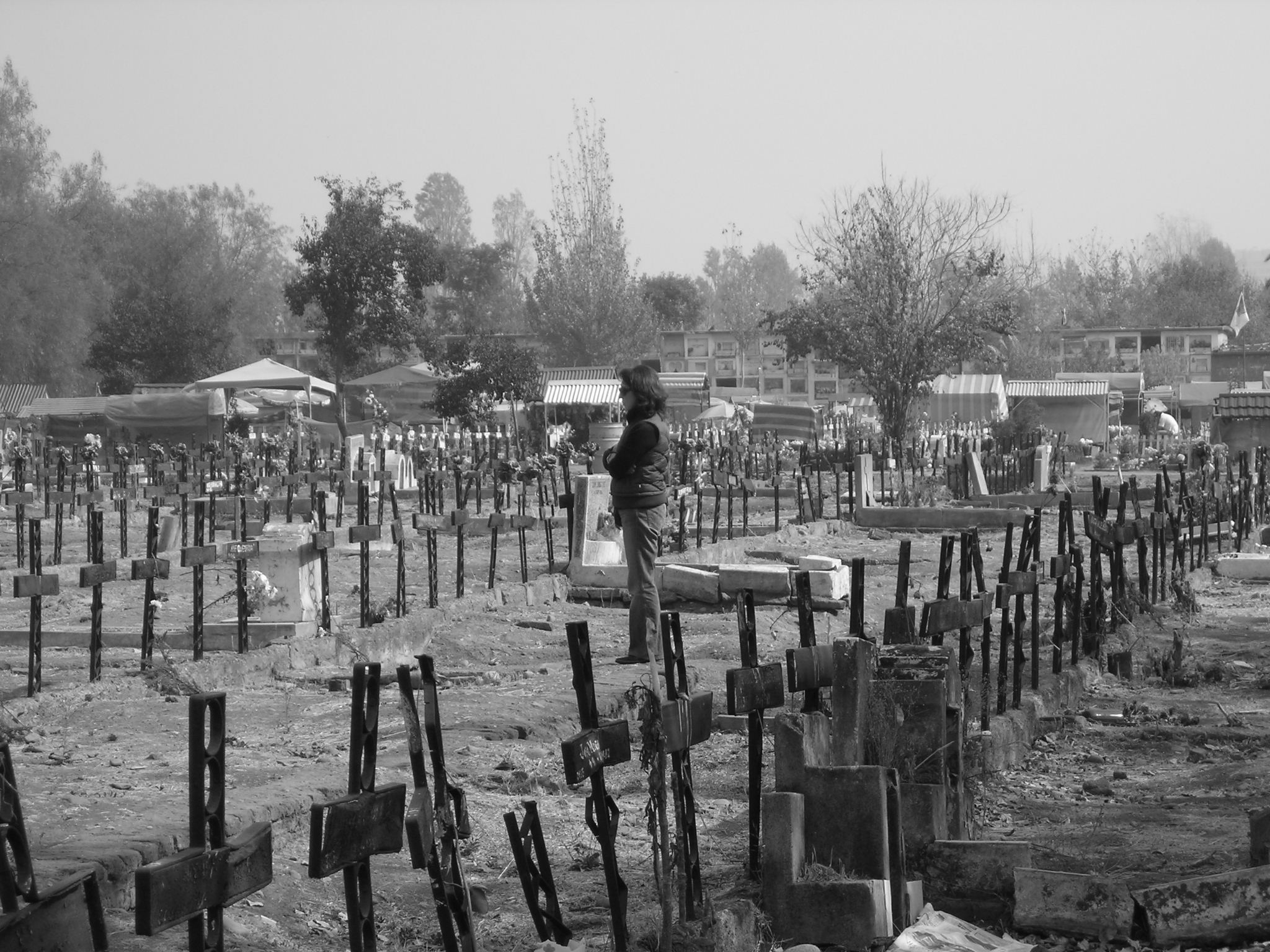
Patio 29, lugar donde se encuentran muchos de los ejecutados políticos.

Tras el derrocamiento del gobierno de Salvador Allende y posterior llegada al poder de la dictadura de Augusto Pinochet, el Partido Comunista sufre los embates de su marginación de la vida política nacional, a saber, asesinatos, exilios y torturas de sus militantes por parte de militares y agentes civiles de la DINA (Dirección de Inteligencia Nacional) y otros organismos de inteligencia del régimen.
La Dictadura militar prohibió la existencia de partidos políticos, junto con la clausura del Congreso Nacional. Con esto se logró declarar clandestino, ilegal y además terrorista a la colectividad, marginándolo de la legalidad durante los años setenta y ochenta.
La gran mayoría de los miembros C.C. del Partido Comunista partieron al exilio en los países de Europa del Este, Cuba y otros destinos, mientras que otros serían detenidos, como fue el caso del aquel entonces senador y secretario general del PCCh Luis Corvalán. Ante este escenario de persecución y desorganización, el C.C. decide crear un organismo a cargo de la reorganización del Partido, en donde participarían miembros clandestinos del Comité Central y miembros casi desconocidos trabajando en la reconstrucción partidaria, con lo cual ya en 1974 comienza a funcionar el Equipo de Dirección Interior (EDI).
En el año 1976 es donde caen detenidas dos Equipos de Dirección Interior del PCCh consecutivamente, la de Víctor Díaz y la de Fernando Ortiz, además de otras dos de las Juventudes Comunistas de Chile en manos del Comando Conjunto que reunía a la Dirección de Inteligencia de la Fuerza Aérea (DIFA), Dirección de Inteligencia de Carabineros (DICAR) además de la participación en menor medida de los servicios de inteligencia de la Marina (SIN) y el Ejército (DINE) y colaboración de agentes de la Policía de Investigaciones de Chile y civiles miembros del fascista grupo paramilitar Frente Nacionalista Patria y Libertad.

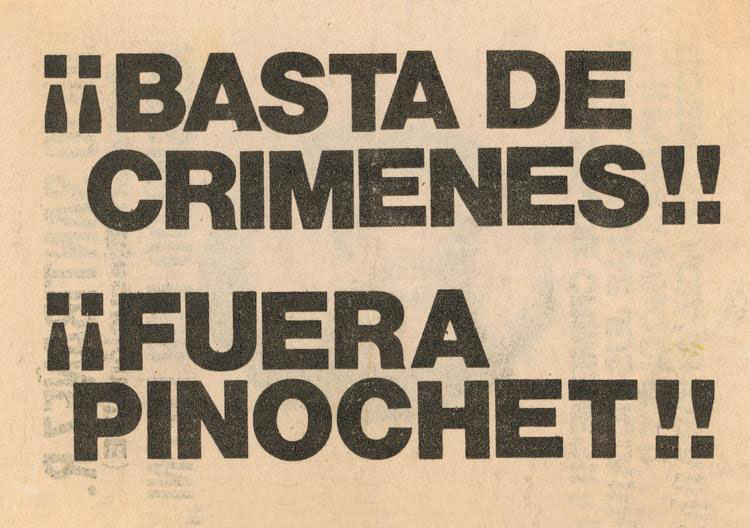
Panfleto en rechazo a la dictadura militar.

Hacia fines de la década de los setenta el PCCh, se articuló con otros sectores políticos para generar una oposición activa contra la dictadura militar, destacando su participación, junto a la Democracia Cristiana, por la negativa a la nueva carta fundamental de la nación, redactada en tiempos de la dictadura de Pinochet. Sin embargo, un acuerdo político con la DC se tornó imposible, a pesar de los esfuerzo de los comunistas por consolidar un Frente Antifascista.
En el Pleno de 1977, la dirección nacional del PCCh acuña el término vacío histórico, que implica un reconocimiento de la incapacidad política-militar del Partido para contrarrestar el avance de los sectores reaccionarios, lo que va decantando en un proceso de legitimación de la lucha militar contra la dictadura que terminaría a principios de los 80, con la adopción de la Política de Rebelión Popular de Masas y la creación de un espacio orgánico de fuerza propia combativa, el Frente Patriótico Manuel Rodríguez.[cita requerida]

### Política de Rebelión Popular de Masas y FPMR (1980-1988)

Bandera del Frente Patriótico Manuel Rodríguez.

A principios de los años 1980, la Dirección del Partido Comunista decide asumir la consigna de utilizar «todas las formas de lucha contra la dictadura», incorporando la resistencia armada al terrorismo de Estado. Es así que se forma primero el llamado Frente Cero que luego dará origen al Frente Patriótico Manuel Rodríguez (FPMR), el cual entraría en operaciones en diciembre de 1983, con un apagón eléctrico en toda la zona central del país. 
Raúl Pellegrin quien fue formado militarmente en Cuba y con práctica en la guerrilla de Nicaragua, entró clandestinamente al país a mediados de 1983 para convertirse en el principal cerebro político y militar de la organización adoptando el nombre de guerra de comandante José Miguel.
En mayo de 1983, se desarrollaría la primera de las Jornadas Nacionales de Protesta, las cuales se desarrollaban con una importante participación de masas expresada en mítines en las principales poblaciones de Chile y cacerolazos contra la dictadura; como también con una creciente organización militar que derivó en acciones de sabotaje mayor (apagones) y defensa de masas.
Las jornadas de protesta se fueron multiplicando hasta 1986, año considerado clave para la Política de Rebelión Popular de Masas. En este año el FPMR realizó algunas operaciones de gran envergadura como la internación de armas de Carrizal Bajo y el atentado contra Augusto Pinochet, las cuales no llegaron a buen puerto, frustrando en gran parte la política de salida armada a la dictadura pregonada por el PCCh.
En 1987, la dirección nacional del PCCh sufre un proceso de fractura con el FPMR, lo que derivaría en una profunda reconstrucción de los objetivos estratégicos en un período enmarcado, por la construcción de una salida pactada a la dictadura a través de un plebiscito.

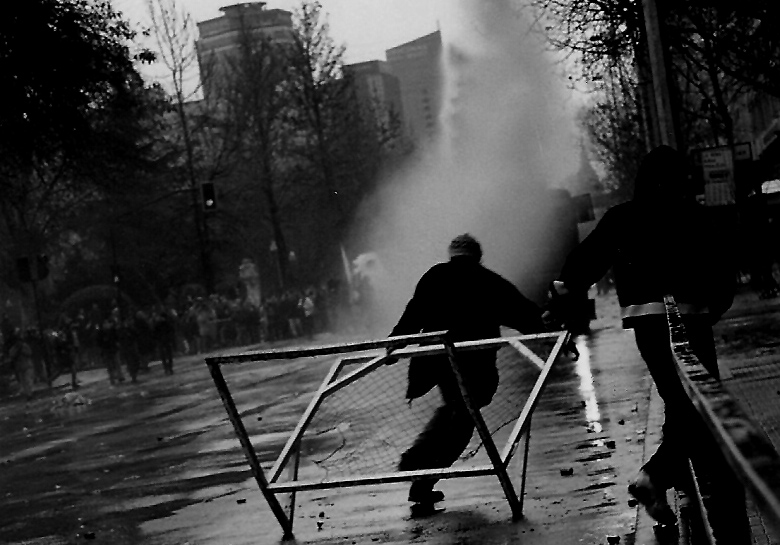
Protestas contra el régimen de Pinochet.

El Partido Comunista formó junto al Partido Socialista-Almeyda, la Izquierda Cristiana, el Movimiento de Acción Popular Unitaria y el Movimiento de Izquierda Revolucionaria el Movimiento Democrático Popular (MDP), instancia alternativa a la Alianza Democrática, la cual estaba formada por grupos del centro político, representado por la Democracia Cristiana y la izquierda renovada, principalmente por el Partido Socialista que comandaban Altamirano, Arrate, Vodanovic y Núñez. De la Alianza Democrática surgirá, a finales de la década, la Concertación de Partidos por el No la cual defendió la opción «No» en el plebiscito de 1988.
Tras el triunfo de la oposición en este referéndum, el Partido Comunista apoyó al candidato único de la oposición a la Presidencia de la República, el militante democratacristiano Patricio Aylwin quien a la postre será el primer Presidente de la transición chilena a la democracia.

### Primeros pasos hacia la democracia (1988-1990)
Para 1989, con Augusto Pinochet aún en el Gobierno, el PCCh forma un partido instrumental, junto con la IC, el Movimiento de Acción Popular Unitaria, el PS (Almeyda) y el MIR, todos antiguos integrantes de la Izquierda Unida y del MDP. Aquel partido se llamaría Partido Amplio de Izquierda Socialista (PAIS) y se presentaría en las elecciones de 1989 formando la coalición electoral Unidad para la Democracia junto con el Partido Radical Socialista Democrático (PRSD).
Habiendo llegado a un acuerdo con la Concertación en cuanto a complementar o no presentar candidaturas fuertes, solo se logra elegir a dos candidatos electos (ambos del PS (Almeyda)) por culpa del sistema binominal. Para la elección presidencial de ese año el PCCh apoya al candidato único de la oposición, quien a la postre sería el primer presidente de la transición a la democracia, el democratacristiano Patricio Aylwin Azócar.
Una vez producida la reunificación de los socialistas almeydista con los socialistas renovados (socialdemócratas) y la incorporación de una gran cantidad de integrantes de la IC y el MAPU al Partido Socialista de Chile (PS) y al recién fundado Partido por la Democracia (PPD) en 1990, el PAIS perdió su razón de ser y fue disuelto. Así el PCCh quedó sin sus tradicionales y antiguos aliados socialistas, lo que sería la tónica de la década de los noventa.
Durante los últimos años de la década de los ochenta e inicios de los noventa, un grupo de dirigentes del PCCh y de las Juventudes Comunistas contrarios a la línea política del Partido, entre ellos Fanny Pollarolo, Gonzalo Rovira, Jorge Insunza, Luis Godoy Gómez, Antonio Leal, Alejandro Toro Herrera y Luis Guastavino fundaron el Partido Democrático de Izquierda (PDI), lo que al final se vería frustrado por la poca movilidad de las bases del PCCh al PDI, y que provocó finalmente la integración de este grupo de dirigentes al PS y el PPD.

### Los noventa: período de crisis (1990-2000)
El término pactado de la dictadura militar, se consolidó con bases institucionales que limitaron la presencia que históricamente había tenido el Partido Comunista en la política chilena. Intactas las políticas económicas heredadas del Pinochetismo, la Concertación también mantuvo el sistema democrático que dejara el dictador. Una Constitución que exigía altos quórums para determinadas modificaciones legales, un sistema binominal que generó grandes bloques electorales que dejaron de lado la participación del PC, igualando las votaciones parlamentarias de la Derecha y la Concertación, hicieron de los años de transición a la democracia, años en los cuales no hubo movilidad política, con una presencia institucional excluyente de los dos bloques generados por el binominalismo.
Desde el término de la dictadura militar el Partido Comunista ha planteado la necesidad de realizar una sublevación democrática en Chile. La exigencia de poner término a todos los componentes institucionales legados por el pinochetismo en la Constitución de 1980, y que aún permanecen inalterados ha sido el eje fundamental del partido. Así mismo, a partir de su inserción en los movimientos sociales ha propugnado la movilización de los sectores populares en defensa de sus derechos y la necesidad de modificar el modelo económico neoliberal instaurado por la dictadura militar y que luego fue continuado por los gobiernos de la Concertación de Partidos por la Democracia.
Desde las elecciones de 1990, el Partido Comunista se incorporó a la lucha electoral, como una forma más de desarrollar avances en la dirección de sus propuestas políticas. Es así que participó en todas las elecciones municipales, parlamentarias y presidenciales entre 1990 hasta 2013 de manera semi solitaria.
En las elecciones municipales de 1992 el PCCh con sectores de la IC y del MAPU lograron la elección de un alcalde y de 35 concejales de la mano del conglomerado Movimiento de Izquierda Democrática Allendista (MIDA), que para las elecciones presidenciales y parlamentarias de 1993 se transformaría en la Alternativa Democrática de Izquierda, referente que conseguiría el 4,7 % de los votos para su candidato presidencial Eugenio Pizarro y 6,39 % para sus candidatos legislativos sin diputados electos.
Para enfrentar las futuras elecciones, el Partido Comunista formaría referentes amplios con distintos nombres, que agrupaban a toda la izquierda extraparlamentaria. En las elecciones municipales de 1996 y en las parlamentarias de 1997, el PC aumentaría su votación hasta un 7,49 % no logrando obtener escaños por el sistema binominal.
Para 1999 la candidata presidencial y Secretaria General del Partido Comunista Gladys Marín obtiene un 3,19 % en las elección presidencial quedando en detrás de los candidatos de la Concertación y la Alianza y sobre las candidaturas de los humanistas, los independientes ecologistas y de la Unión de Centro Centro Progresista. Pero debido a la falta de mayoría absoluta por parte de los candidatos de la Alianza y la Concertación, el PCCh se pronuncia dando libertad de acción a sus votantes de cara a la segunda vuelta presidencial.

### Juntos Podemos Más y los nuevos rumbos (2000-2006)
En las elecciones municipales de 2000, la lista del Partido Comunista, La Izquierda baja su cantidad de concejales a 24 y solo logra mantener una alcaldía, algo que preocupa al interior del PCCh ya que además se mantiene sin elegir parlamentarios durante la elecciones parlamentarias de 2001 y baja su votación a un 5,22 % con lo cual se corre el riesgo de perder la legalidad. Además la crisis electoral que vive, también viven sucesivas crisis políticas al interior del mismo, con diversas fracturas como las protagonizadas por Fuerza Social y Democrática y Nueva Izquierda.
A partir de estas preocupaciones, el PCCh decide generar un nuevo referente político que agrupe a distintos sectores de la izquierda, creándose el 13 de diciembre de 2003 el Juntos Podemos Más, coalición política integrada por los partidos Comunista y Humanista, además de otros movimientos políticos sin constitución legal. En las elecciones municipales de 2004, el nuevo pacto electoral logró el 5,89 % de los votos y la elección de 4 alcaldes, además de un 9,17 % en la elección de los consejeros comunales y la obtención de 89 concejales. 
De cara a las elecciones presidenciales y parlamentarias de 2005, el PCCh apoyó al candidato humanista Tomás Hirsch quien a la postre obtendría un 5,40 %.
De cara a la segunda vuelta presidencial y considerando que nuevamente queda excluido de la institucionalidad parlamentaria, el PCCh en conjunto con otras fuerzas del Juntos Podemos Más brindan el apoyo crítico a la candidata del oficialismo, la socialista Michelle Bachelet a condición del cumplimiento de cinco puntos a cumplir por el futuro gobierno. Este apoyo, junto con el llamado a anular de otros grupos que fueron parte del Juntos Podemos Más, congeló de facto el desarrollo del conglomerado.
Durante el mismo año fallece la emblemática dirigente y exdiputada Gladys Marín, quien desempeñaba el cargo de Secretaria General del partido, hasta 2002, cuando se crea el cargo de Presidente del Partido, en su reemplazo tomó la conducción el hasta entonces secretario general, Guillermo Teillier.

### Convergencia hacia el centro y retorno al Congreso (2006-2010)

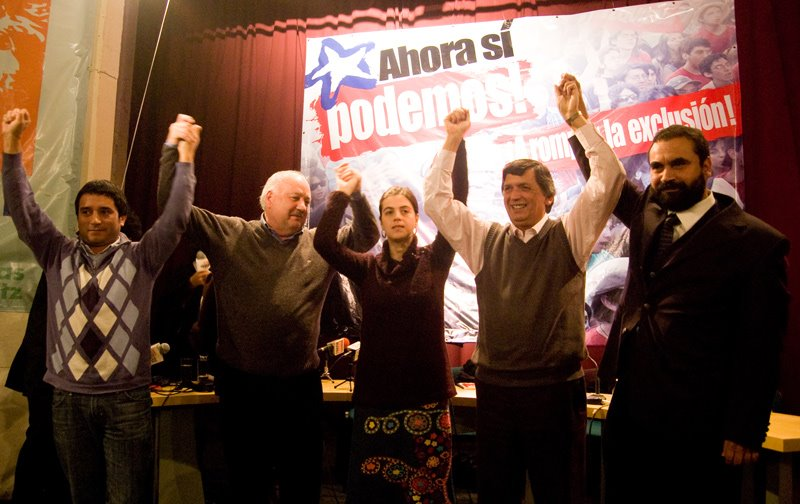
Candidatos del PCCh para las elecciones parlamentarias de 2009.

El gobierno de Michelle Bachelet (2006-2010) se caracterizaría por el comienzo de numerosos conflictos que luego se profundizarían aún más en el gobierno de Sebastián Piñera (2010-2014). En la movilización de los estudiantes secundarios el 2006, el conflicto de los subcontratados del cobre y de los trabajadores forestales el 2007, y los Paros Nacionales convocados por la CUT el 2007 y el 2009, tendrían importante presencia en su génesis y desarrollo militantes del PCCh.
Durante estos mismos años el PCCh en conjunto con la Izquierda Cristiana (recientemente legalizada) y el Partido Humanista y otros grupos que aún no se distanciaban del Juntos Podemos Más se presentaron bajo el mismo pacto electoral para las elecciones municipales, al cual, el PCCh llegó a un acuerdo de omisión con la Concertación como respuesta al rechazo de la Alianza de modificar el sistema binominal de las elecciones parlamentarias. Esto, le permitió al PCCh obtener 4 alcaldías a nivel nacional (7 como pacto) y con un 9,12% de votos, 44 concejales (80 como pacto)

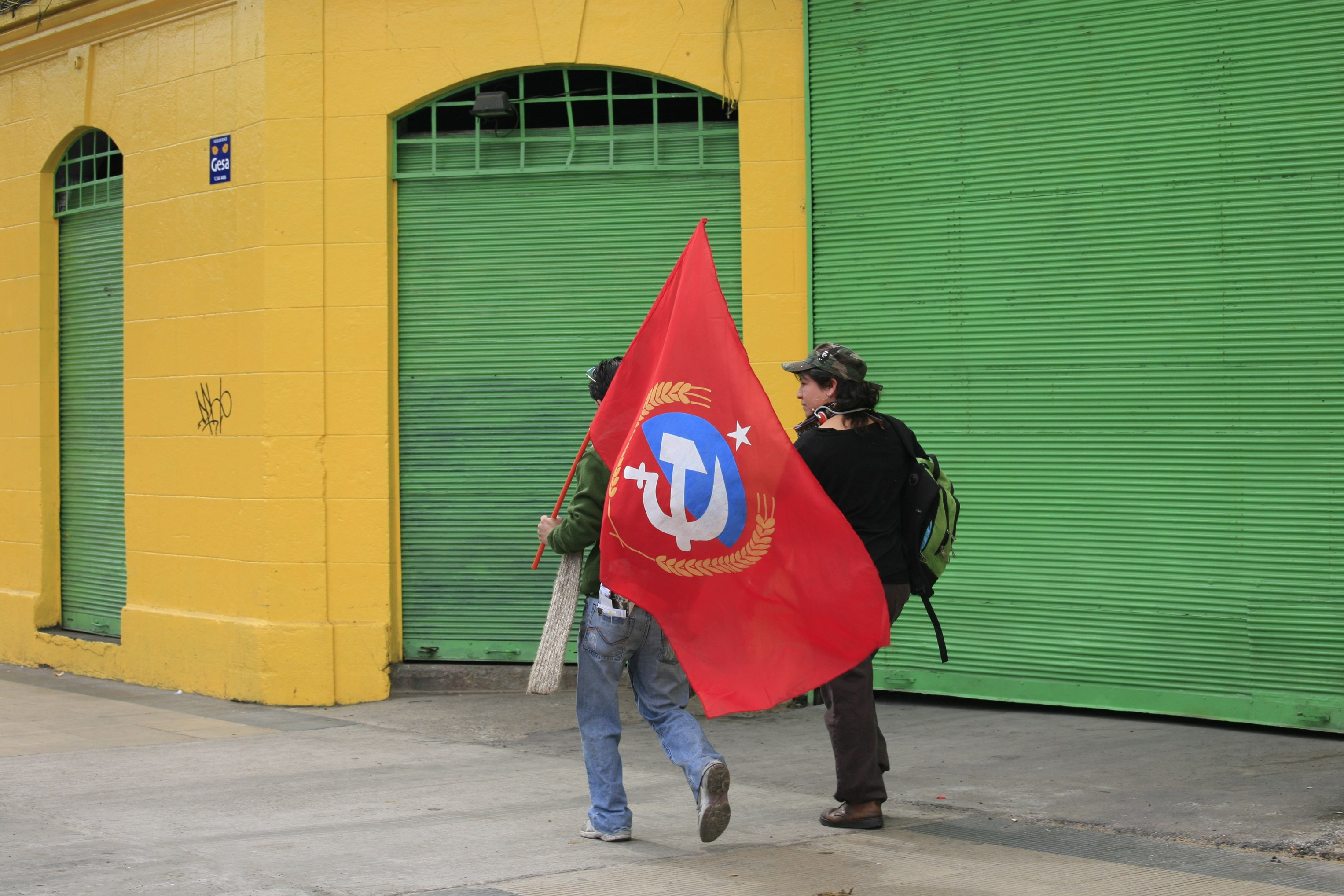
Militante del PC en una marcha el 2009.

En 2009, año de elecciones presidenciales y parlamentarias, el PCCh continúa con la línea política trazada en sus anteriores congresos y expresada en la necesidad de convergencias con el centro político. En las parlamentarias, el PCCh llegaría a un acuerdo con los partidos de la Concertación que terminaría con la elección de 3 diputados comunistas (Hugo Gutiérrez por el distrito 2, Lautaro Carmona por el distrito 5 y Guillermo Teillier por el distrito 28), terminando con una exclusión parlamentaria de 37 años. En las presidenciales por otro lado, el PCCh en conjunto con otras fuerzas de izquierda y progresistas, presenta la candidatura de Jorge Arrate con quien lograría el 6,21%. En la segunda vuelta de la misma elección, el conglomerado que apoyara a Jorge Arrate, le dio su apoyo al candidato consertacionista Eduardo Frei quien terminaría siendo derrotado por el candidato de la Alianza Sebastián Piñera, poniendo fin a 20 años de dominio del pacto de centro izquierda en el país.

### Oposición al Gobierno de Piñera I (2010-2013)

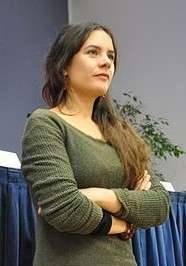
La presidenta de la FECh y militante de las Juventudes Comunistas, Camila Vallejo, fue una de las principales líderes de las movilizaciones estudiantiles de 2011, alcanzando notoriedad nacional e internacional.

Luego de la llegada de la Coalición por el Cambio al poder ejecutivo, el PCCh ha resuelto en su XXIV Congreso Nacional la necesidad de construir un Gobierno de Nuevo Tipo, que no sea similar a un gobierno de la derecha ni de la Concertación, y que sea capaz de agrupar a los más amplios sectores democráticos que estén dispuestos a sacar a la derecha del gobierno. Para el PCCh, este Gobierno de Nuevo Tipo tiene que construirse a partir de unidad y lucha; unidad que se vería expresada en la convergencia del centro y la izquierda política, y lucha que tendría que manifestarse en el movimiento social contra el neoliberalismo.
En el período presidencial de Sebastián Piñera el PCCh y las JJCC, fueron parte fundamental de las movilizaciones sociales. Desde el primer año de la gestión derechista en el ejecutivo, el PCCh se hizo presente en las protestas a favor de los presos políticos mapuches, llegando a sumar a la huelga de hambre de los comuneros mapuches al diputado y defensor de los derechos humanos Hugo Gutiérrez.
Durante 2011, el PCCh estuvo activamente presente en las Protestas en Magallanes con participación en la Asamblea Ciudadana; así también durante el mismo año el partido se hizo muy activo en las protestas por la reconstrucción en las zonas dañas por el terremoto del 2010 y en las movilizaciones estudiantiles donde a través de la Presidencia del Colegio de Profesores con Jaime Gajardo, la Presidencia de la Federación de Estudiantes de la Universidad de Chile con Camila Vallejo y con diversos dirigentes secundarios y universitarios, ejercieron un rol preponderante en la conducción de dicha movilización. Ese mismo año el PCCh homenajeó al régimen norcoreano al enviar sus condolencias por la muerte de Kim Jong-il.
En cuanto a lo electoral, el PCCh concretó el pacto «Por un Chile justo» con el Partido Radical Socialdemócrata, el Partido Izquierda Cristiana de Chile y el Partido por la Democracia para la lista de concejales en las elecciones municipales de 2012, junto con la omisión de candidatos alcaldes del resto de la Concertación en ciertas comunas, lo que implicaría un aumento en alcaldías y la obtención de 102 concejalías, junto con un crecimiento en porcentaje. Ese mismo año, el Partido Comunista de Chile celebraría sus 100 años de existencia con múltiples actividades entre las que destacó un acto cultural con más de 70 000 personas en el Estadio Nacional.

### Nueva Mayoría, apoyo a Bachelet y retorno al gobierno (2013-2018)

Logotipo de la coalición Nueva Mayoría.

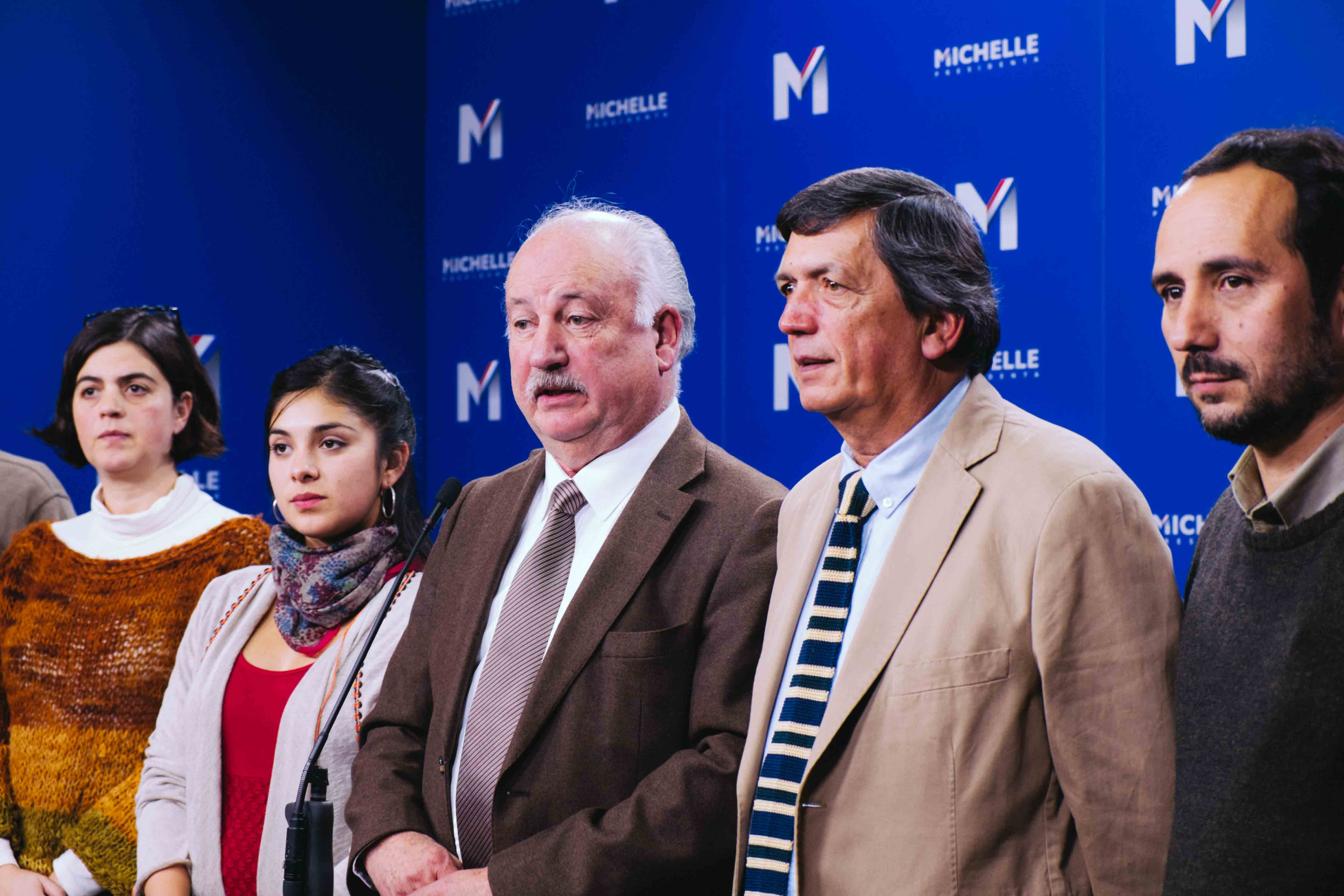
Directiva del PC apoyando a Michelle Bachelet en 2013.

En 2013, el partido se unió al pacto Nueva Mayoría para llevar un candidato común para la elección presidencial. El 25 de mayo, el PCCh decidió entregar su apoyo a la candidata socialista Michelle Bachelet.
Tras la victoria electoral de Bachelet, el partido manifestó su disposición de participar en el gobierno de la Nueva Mayoría. Lo cual se concretó con el ingreso de militantes al gobierno. Este hecho marcó el regreso de los comunistas al oficialismo al cual no pertenecía desde el gobierno de Salvador Allende.
En cuanto a la presencia de los militantes del PCCh en el gabinete ministerial, solo hubo dos ministros comunistas. Se designó a Claudia Pascual como ministra del Servicio Nacional de la Mujer, que posteriormente se transformaría en el año 2016 en el Ministerio de la Mujer y la Equidad de Género, Pascual sería ratificada en el cargo y la primera titular de dicha cartera. Por otro lado en el cambio realizado por la presidenta Michelle Bachelet el 11 de mayo de 2015, se designó al entonces Subsecretario de Previsión Social Marcos Barraza (militante comunista) como nuevo Ministro de Desarrollo Social. En cuanto a las subsecretarias sólo hubo militantes comunistas en la Subsecretaría de Previsión Social, que estuvo a cargo de Marcos Barraza, Julia Urquieta Olivares y Jeannette Jara Román.
Por otra parte en el gabinete regional, durante el segundo Gobierno de Michelle Bachelet no se nombraron militantes comunistas en las intendencias regionales, sin embargo en las provincias si se nombraron militantes en las gobernaciones provinciales de: Tamarugal a cargo de Claudio Vila y posteriormente a cargo de Rubén Moraga, Tocopilla a cargo de Sergio Fernando Carvajal Salas, Copiapó a cargo de Mario Rivas Silva y posteriormente con Ericka Portilla Barrios, Los Andes a cargo de María Victoria Rodríguez Herrera y después con Daniel Zamorano Vargas y en la Delegación provincial de Santiago con Salvador Delgadillo Bascuñán, Alamiro Cerda Marilaf y Nelson Cornejo Neira.
En 2017, la entonces diputada comunista Camila Vallejo presenta un proyecto de ley que reduce la jornada laboral de 45 a 40 horas semanales.

### Estallido social, nueva Constitución y oposición al Gobierno de Piñera II (2018-2022)

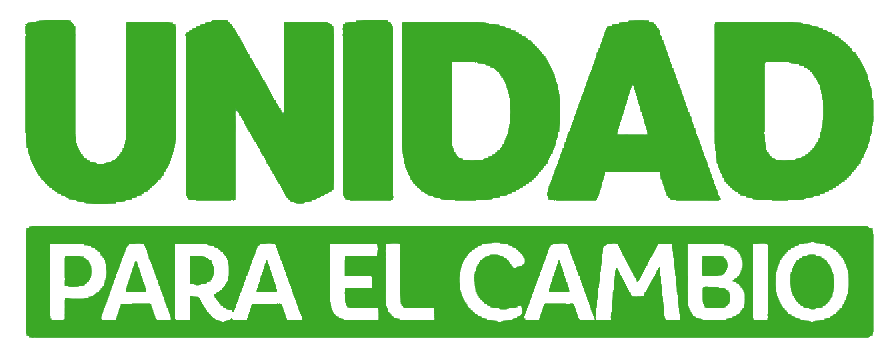
Logo de Unidad para el Cambio

El 11 de mayo de 2019 se crea Unidad para el Cambio, durante el Primer Encuentro Político Programático realizado en el ex Congreso Nacional en Santiago, realizándose su Primer Encuentro Regional en Antofagasta el 17 de mayo de 2019. La coalición fue presentada oficialmente mediante un acto en Concepción el 8 de junio de 2019. En dicha ocasión presentaron como primera meta presentar una lista única de candidatos a concejales en las elecciones municipales de 2021, además de buscar agrupar a todas las fuerzas de oposición al gobierno de Sebastián Piñera, con excepción del PDC. El 31 de mayo de 2020 conmemoró un año de su creación con un evento virtual.
El 18 de octubre de 2019, se inician una serie de protestas a nivel nacional debido al alto costo de la vida y el aumento del pasaje del Metro, lo que los medios de comunicación denominaron como «Estallido social», manifestaciones que posteriormente serían apoyadas por el PCCh, aludiendo a que los últimos gobiernos de 30 años llevaron a Chile al 18 de octubre, Daniel Jadue ha sido uno de los que ha apoyado estas manifestaciones y ha asistido al lugar que distintos medios conocen como «zona cero», en referencia a la Plaza Baquedano, que con las manifestaciones fue llamada coloquialmente como Plaza de la Dignidad. 
El 30 de octubre de 2019, un grupo de diputados de partidos de oposición, entre los que se encuentran, militantes de los partidos: PS, PPD, PR, PCCh, FRVS y el Frente Amplio, presentaron una acusación constitucional en contra del exministro del Interior de Piñera Andrés Chadwick, apuntando a su responsabilidad política que negó haber tenido el día 23 de octubre en el Congreso Nacional, por el actuar de Fuerzas Armadas y Carabineros ante los crímenes y violaciones de los derechos humanos durante las protestas en el país. El 28 de noviembre, la Cámara de Diputados aprobó la acusación constitucional contra Chadwick con 80 votos a su favor, y el 11 de diciembre el Senado se pronunció a favor de su responsabilidad política en los hechos descritos por la acusación, por 23 votos contra 18, quedando inhabilitado para ejercer cargos públicos durante cinco años.
El 15 de noviembre de 2019, distintos dirigentes de gran parte de partidos políticos chilenos firman el «Acuerdo por la Paz y la Nueva Constitución» de manera tal de darle salida institucional a la crisis desencadenada por el estallido, sin embargo, por diversas razones, el Partido Comunista y algunos componentes del Frente Amplio no participaron en las negociaciones y decidieron restarse del acuerdo, criticando varios aspectos de este, como el cuórum acordado (de 2/3) y la ausencia de una opción «Asamblea constituyente». Las diferencias incluso llevaron a un quiebre en el Frente Amplio, que implicó la salida de los partidos Ecologista Verde, Humanista e Igualdad del conglomerado y la renuncia de miembros importantes del partido Convergencia Social por el rol en las negociaciones del entonces diputado Gabriel Boric, uno de los actores claves en lograr el acuerdo y que firmó este de forma personal.
El 19 de noviembre de 2019, un grupo de diez diputados de oposición presentaron una acusación contra el presidente Sebastián Piñera. Los firmantes fueron Carmen Hertz y Camila Vallejo (PCCh), Jaime Naranjo y Emilia Nuyado (PS), Jorge Brito (RD), Claudia Mix (Comunes), Tomas Hirsch (PH), Carolina Marzán (PPD), Gael Yeomans (CS) y Vlado Mirosevic (PL). El Partido Demócrata Cristiano, también de oposición, se restó de la acusación, y su presidente Fuad Chahín dijo que «no es oportuna, además todos sabemos que no es viable porque en el Senado se necesitan 2/3 [de los votos], tendrían que votar senadores de Chile Vamos», la coalición oficialista. La acusación expresa que actos de la administración de Piñera habrían comprometido gravemente el honor de la Nación y que habría infringido abiertamente la Constitución y las leyes; en particular, sostiene que infringió abiertamente la Constitución y las leyes al consentir en que la policía nacional y las fuerzas armadas –estas últimas durante un estado de excepción constitucional– cometieran violaciones a los derechos humanos de manera sistemática y generalizada, durante las protestas iniciadas en octubre, y que comprometió gravemente el honor del país por consentir en dicha violación sistemática y generalizada de los derechos humanos.
En junio de 2020, el alcalde de Recoleta Daniel Jadue se querelló en contra de Piñera, Mañalich, Paula Daza y Arturo Zúñiga por los fallecidos de la pandemia de COVID-19 en su comuna, se invocaron los ilícitos de cuasidelito de homicidio y denegación de auxilio, en relación con el deceso de 62 personas por coronavirus. Se especifica en la querella que en la comuna se registran, hasta la fecha, un total de 135 decesos. Sin embargo, no ha sido posible obtener la información de todos, apuntando a un ocultamiento de información por parte del Gobierno. Además, el edil apuntó a las faltas graves a la función pública como una «negligencia inexcusable de los querellados como autoridades de gobierno en la toma de decisiones a nivel general». En este punto, dice que «no han sido solo errores, sino que decisiones conscientes y deliberadas para su interés político personal, tendientes a proteger y mantener el adecuado funcionamiento de la economía del país, en desmedro del cuidado de la salud y vida de sus ciudadanos», esto también debido a los polémicos dichos del entonces Ministro de Salud, Jaime Mañalich, que le valieron su salida del Gobierno. En septiembre de 2020 esta querella es ampliada y se denuncia que se habría faltado a la verdad o se habría ocultado información en documentos emitidos desde el Ministerio de Salud, los que decían relación con la plataforma Epivigilia y con los resultados de exámenes de laboratorios reportados al Minsal.
El 22 de noviembre de 2020, en el marco del Plebiscito nacional el Partido Comunista funda el conglomerado Chile Digno (reemplazando su anterior nombre Unidad para el Cambio) junto con el partido Federación Regionalista Verde Social y movimientos políticos Acción Humanista, Izquierda Cristiana, Izquierda Libertaria, Movimiento Socialista Allendista, Movimiento Democrático Popular Movimiento Victoria Popular, Movimiento Somos y Renace. El Partido Comunista, pese a no haber firmado el acuerdo del 15 de noviembre, apoya la opción «Apruebo» a la Nueva Constitución y «Convención Constitucional».
El 3 de octubre de 2021 ocurrió el escándalo denominado Pandora Papers, en el cual el Consorcio Internacional de Periodistas de Investigación (ICIJ) reveló documentos relacionados con cuentas offshore de diversas personalidades, entre ellas el presidente de Chile, Sebastián Piñera; en dicho caso, se presentan documentos que revelan que la venta de su participación en la compañía minera Dominga a Carlos Alberto Délano se realizó en 2010 en las Islas Vírgenes Británicas con la condición de que la última de las tres cuotas de la transacción estaba supeditada a que no existieran cambios regulatorios que afectaran el desarrollo del proyecto minero y portuario que se ubica en la comuna de La Higuera (Región de Coquimbo). Esto ocasionó que la oposición en el congreso presentara una segunda Acusación Constitucional contra Piñera, de acuerdo con los argumentos esgrimidos por los diputados que presentaron la acusación, dichos cambios dependían exclusivamente de Piñera, quien en 2010 asumía la presidencia de la República por primera vez. La acusación expresaba que actos de la administración de Piñera habrían comprometido gravemente el honor de la Nación y que éste habría infringido abiertamente la Constitución y las leyes; en particular, sostenía que Piñera habría infringido abiertamente el artículo 8, que hace referencia al principio de probidad, el cual se habría incumplido producto de revelaciones surgidas por el caso Pandora Papers. Los diputados del Partido Comunista, los de la Federación Regionalista Verde Social, así como también los diputados pertenecientes al Frente Amplio votaron a favor de la segunda Acusación Constitucional contra el presidente Sebastián Piñera, sin embargo esta fue rechazada el 16 de noviembre de 2021 en el Senado al no obtener el quorum necesario para ser aprobada.
Además de las acusaciones constitucionales contra Piñera y Chadwick, el Partido Comunista también ha apoyado las acusaciones contra distintas autoridades del Gobierno, como Jaime Mañalich, Felipe Guevara, Víctor Pérez Varela, Marcela Cubillos, Raúl Figueroa y Emilio Santelices, las cuales no fueron aprobadas.

### Apruebo Dignidad, apoyo a Boric y retorno al gobierno (2021-actualidad)

Logotipo de la coalición Apruebo Dignidad.

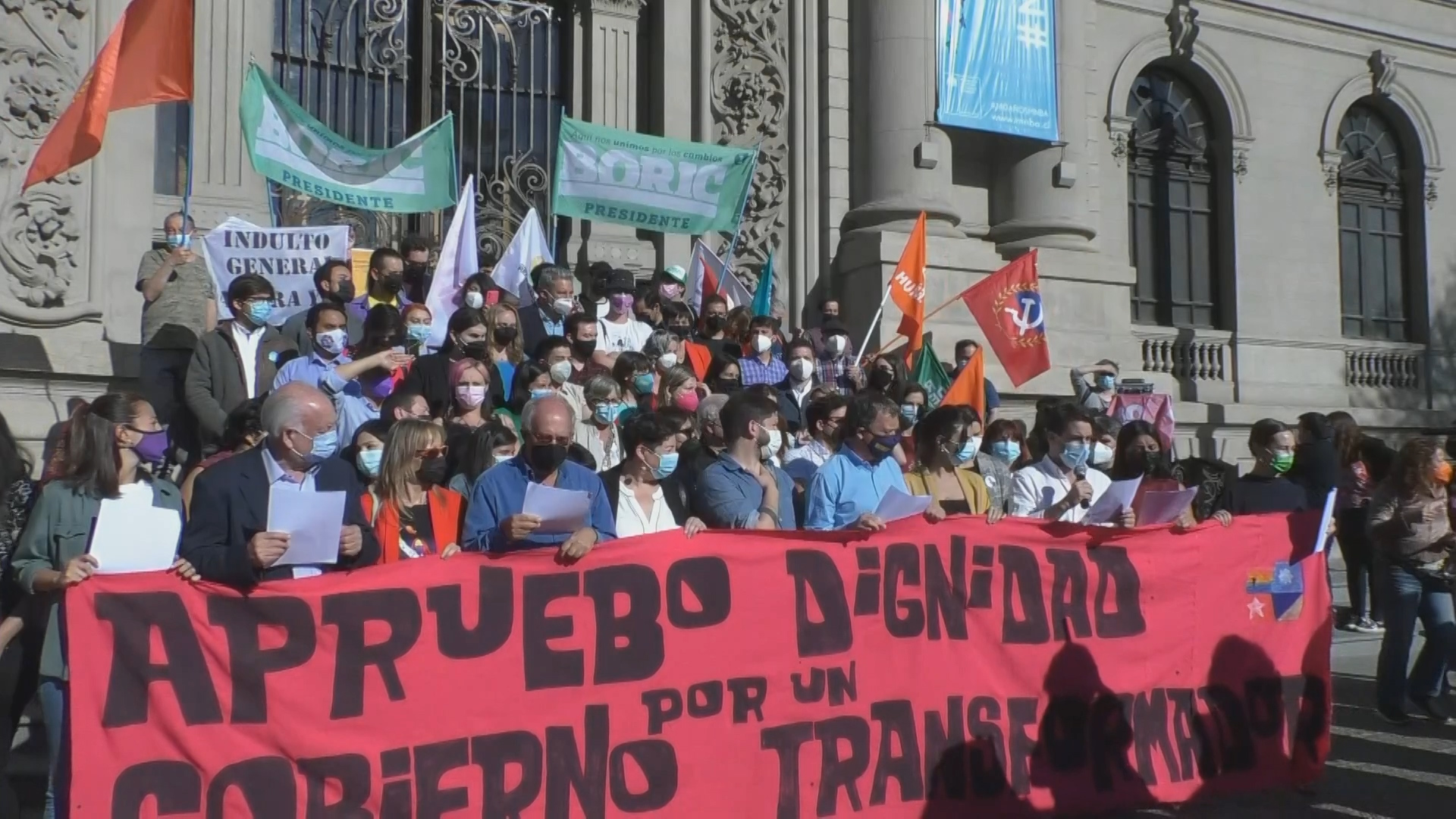
Dirigentes de Apruebo Dignidad apoyando a Gabriel Boric en 2021.

El 11 de enero de 2021 el conglomerado de Chile Digno se une junto al Frente Amplio en la coalición Apruebo Dignidad, esto en el marco de las elecciones de convencionales constituyentes, las cuales se realizaron en conjunto con las elecciones municipales, sin embargo, en estas últimas el conglomerado Chile Digno no participó en una lista única con el Frente Amplio, por lo cual presentó a sus militantes de forma separada, pertenecientes al Partido Comunista y a la Federación Regionalista Verde Social. En cuánto a los resultados el PCCh obtiene 6 alcaldías de la mano de los militantes Cristóbal Zúñiga Arancibia, Bernardo Leyton Lemus, Aldo Retamal Arriagada, Javiera Reyes Jara, Irací Hassler Jacob y Daniel Jadue Jadue, este último quién se presentó a la reelección por segunda vez, por otro lado, el partido obtiene 157 concejalías. En total el pacto Chile Digno, Verde y Soberano obtuvo 9 alcaldías y 205 concejalías a nivel nacional. En cuanto a los resultados en las elecciones de convencionales constituyentes, la coalición Apruebo Dignidad obtiene 28 escaños, de los cuales 7 son del Partido Comunista: Carolina Videla, Hugo Gutiérrez, Ericka Portilla, Valentina Miranda, Bárbara Sepúlveda, Marcos Barraza y Vanessa Hoppe.
En julio de 2021 se realizan las primarias presidenciales de la coalición Apruebo Dignidad en la cual participan los candidatos Daniel Jadue (PCCh) representando a Chile Digno y Gabriel Boric (CS) representando al Frente Amplio, los resultados dan como vencedor a este último con 1 058 027 de sufragios, frente a 692 862 votos de Jadue. Por lo cual Gabriel Boric se convierte en el abanderado presidencial de la coalición Apruebo Dignidad representando a sus partidos.
En la primera vuelta presidencial, José Antonio Kast obtiene la ventaja frente a Boric con 1 961 387 frente a 1 814 777 de sufragios respectivamente, por lo cual distintos partidos pertenecientes a la ex Nueva Mayoría le dan su apoyo sin condiciones a Gabriel Boric. A su vez en las elecciones parlamentarias celebradas el mismo día, el Partido Comunista logra volver al Senado por primera vez en casi 50 años (la última fue en la elección parlamentaria de 1973, pocos meses antes del golpe de Estado a Salvador Allende), de la mano de Claudia Pascual y Daniel Núñez. Mientras que en la Cámara de Diputados, consigue subir su representación a 12 escaños.
Para la segunda vuelta presidencial, Gabriel Boric obtiene la victoria con 4 620 890 votos, frente a los 3 650 088 de sufragios de su contendor, José Antonio Kast. Con esto Boric se convierte en el presidente más votado de la historia de Chile, así como también el más joven del país. Por consiguiente el Partido Comunista retorna al gobierno por segunda vez desde el retorno a la democracia en 1990.
El 21 de enero de 2022, el presidente electo Gabriel Boric nombra a su gabinete ministerial compuesto por 14 mujeres y 10 hombres, siendo el gabinete con más representación de mujeres en la historia del país. Entre las figuras comunistas que ingresan al gobierno se encuentran Camila Vallejo quién asumirá la Secretaría General de Gobierno, Jeannette Jara en la cartera de Trabajo y Previsión Social y Flavio Salazar en el Ministerio de Ciencia, Tecnología, Conocimiento e Innovación.
El 1 de febrero de 2022, Boric nombra a los subsecretarios y subsecretarias, siendo 20 hombres y 19 mujeres, respectivamente. Los militantes del Partido Comunista están presentes en seis subsecretarías: en Fuerzas Armadas con Galo Eidelstein Silber, en Economía y Empresas de Menor Tamaño con Javiera Petersen Muga (siendo la más joven del gabinete), en Educación con Nicolás Cataldo Astorga, en Justicia con Jaime Gajardo Falcón, en Telecomunicaciones con Claudio Araya San Martín y en Energía con Julio Maturana Franca.
El 28 de febrero de 2022, Boric nombró a los delegados presidenciales regionales y provinciales que tienen como labor coordinar las funciones de Gobierno Interior, Seguridad Pública, emergencias y los servicios públicos de cada región y provincia de Chile, los delegados y delegadas asumieron sus funciones el 11 de marzo de 2022, junto con todo el gobierno de Boric. Los militantes del PCCh están presentes en dos reparticiones regionales: en la Delegación Presidencial Regional de Valparaíso a cargo de Sofía González Cortés y en la Delegación Presidencial Regional de Los Ríos con Paola Peña Marín, convirtiéndose en las primeras militantes del PCCh en liderar y encabezar una delegación representando directamente al ejecutivo (cargo que antes era equivalente al de intendente), por otro lado, el presidente Boric también designó a cinco militantes del PCCh en las delegaciones provinciales de: Chañaral con Jorge Fernández Herrera, Limarí a cargo de Galo Luna Penna, Melipilla con Sandra Saavedra Lowenberger, Linares con Priscila González Carrillo y Punilla a cargo de Rocío Hizmeri Fernandez.

## Simbología

Bandera del PCCh.

El símbolo oficial del Partido Comunista de Chile se compone por la hoz y martillo, ambos de color blanco, ubicados en el centro de un círculo de colores azul y rojo, en representación del país y la patria, rodeado por dos espigas amarillas. El Comité Central del Partido puede autorizar diferentes expresiones artísticas del símbolo, como suele hacerse al incluir una estrella sobre la punta de las espigas, manteniendo así su emblema histórico.

## Actividades

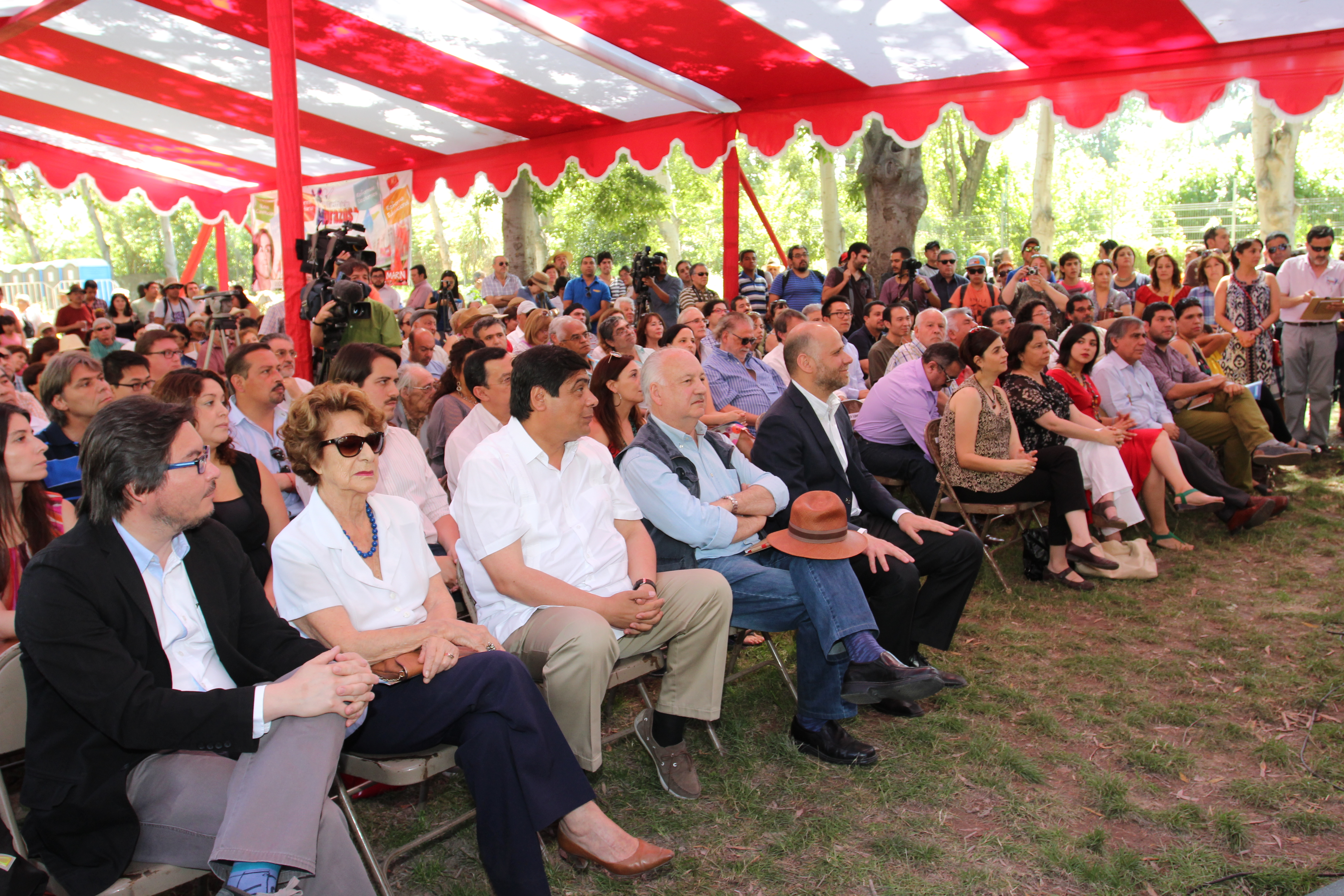
Fiesta de los Abrazos 2015.

El PCCh realiza todos los 1 de enero el «Caldillo», en donde se invita los periodistas de todos los medios de comunicación a comer para reponer la resaca de la fiesta de año nuevo. Además, en el mismo mes de enero, el PCCh realiza en Santiago la llamada Fiesta de los Abrazos, generalmente el primer fin de semana después de Año Nuevo, se hace una gran fiesta en el Parque O'Higgins, donde hay exposiciones, música, debate, comida, etc. Esta actividad suele replicarse en Regiones.
Durante las fiesta patrias, instala una Fonda llamada «La Chingana de los Abrazos» en el Parque O'Higgins para la recolección de fondos, siendo esta fonda una de las más grandes del Parque.

## Medios de comunicación

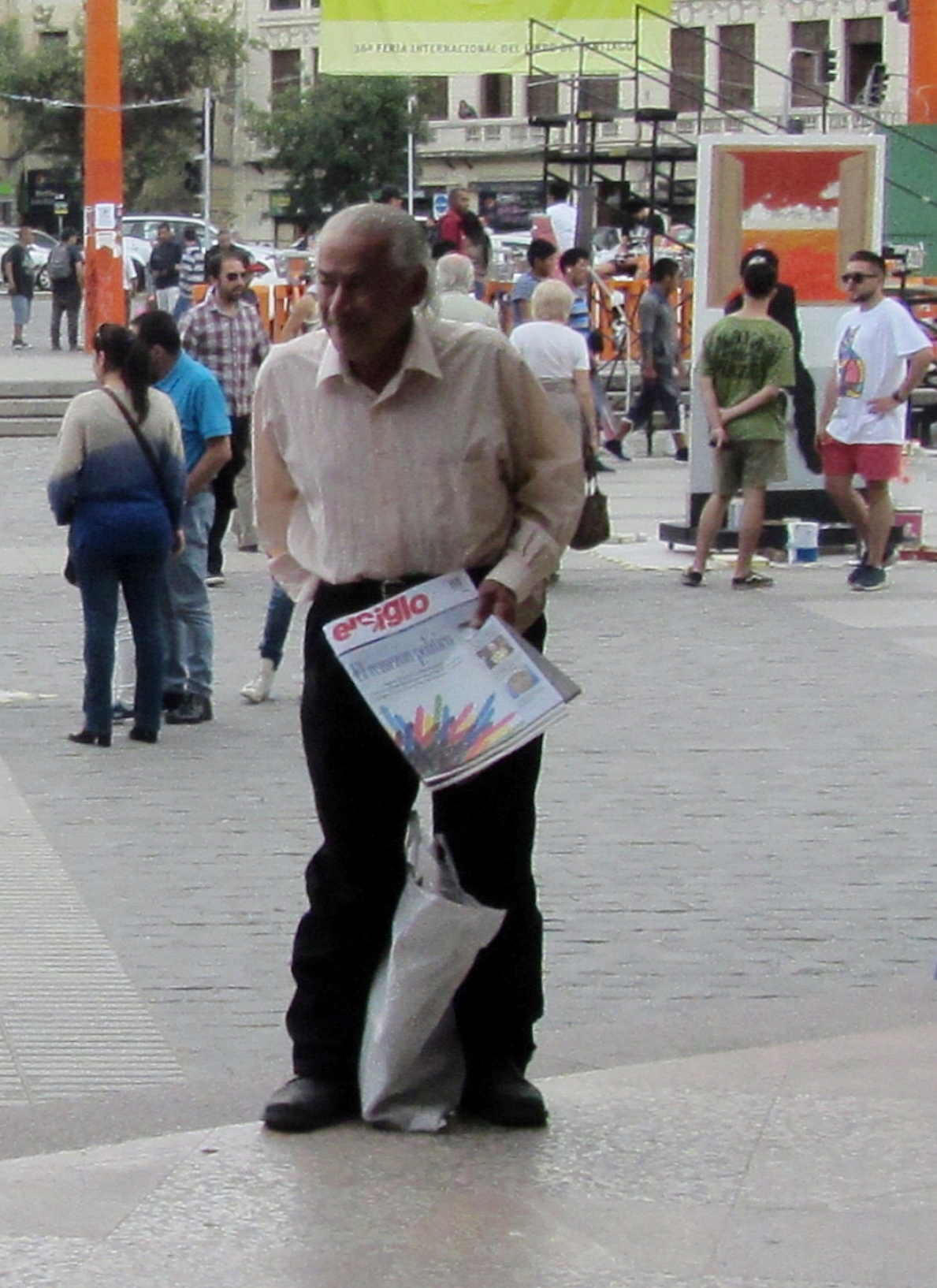
Vendedor de El Siglo

Dentro de los medios de difusión destacan el periódico semanario El Siglo, fundado en agosto de 1940, la revista Pluma y Pincel y la Radio Nuevo Mundo, 930 AM en Santiago y su cadena nacional de emisoras FM de Iquique a Punta Arenas.

## Autoridades

### Parlamentarios

#### Senadores
El Partido Comunista de Chile tiene 2 senadores en ejercicio por el periodo 2022-2030.
| Senador                | Región        | Circunscripción |
| ---------------------- | ------------- | --------------- |
| Daniel Núñez Arancibia | Coquimbo      | V               |
| Claudia Pascual Grau   | Metropolitana | VII             |

#### Diputados
El Partido Comunista de Chile tiene 10 diputados en ejercicio para el LVI periodo legislativo del Congreso Nacional de Chile.
| Diputado                    | Región        | Distrito |
| --------------------------- | ------------- | -------- |
| Matías Ramírez Pascal       | Tarapacá      | 2        |
| Nathalie Castillo Rojas     | Coquimbo      | 5        |
| Luis Cuello Peña y Lillo    | Valparaíso    | 7        |
| Carmen Hertz Cádiz          | Metropolitana | 8        |
| Karol Cariola Oliva         | Metropolitana | 9        |
| Boris Barrera Moreno        | Metropolitana | 9        |
| Alejandra Placencia Cabello | Metropolitana | 10       |
| Daniela Serrano Salazar     | Metropolitana | 12       |
| Lorena Pizarro Sierra       | Metropolitana | 13       |
| María Candelaria Acevedo    | Bio Bío       | 20       |

### Consejeros regionales
El Partido Comunista de Chile tiene 15 consejeros regionales, doce militantes y tres independientes (*) apoyados por el partido, para el periodo 2025-2029.
| Consejo regional          | Consejeros regionales | Nombre                          | Circunscripción provincial |
| ------------------------- | --------------------- | ------------------------------- | -------------------------- |
| Arica y Parinacota        | 1/14                  | María Victoriano Cautivo        | Arica                      |
| Antofagasta               | 1/16                  | Víctor Guzmán Rojas             | Antofagasta                |
| Atacama                   | 2/14                  | Manuel Reyes Cuello             | Chañaral                   |
| Atacama                   | 2/14                  | Felipe Fuentes Zumarán*         | Copiapó                    |
| Coquimbo                  | 2/16                  | Valeria Chacana Alarcón         | Elqui                      |
| Coquimbo                  | 2/16                  | Tatiana Cortés Segovia          | Limarí                     |
| Valparaíso                | 1/28                  | Giselle Ahumada Espina*         | Quillota                   |
| Metropolitana de Santiago | 5/34                  | Beatriz Albornoz Soto           | Santiago I                 |
| Metropolitana de Santiago | 5/34                  | María Puelma Alfaro             | Santiago II                |
| Metropolitana de Santiago | 5/34                  | Danae Prado Carmona             | Santiago IV                |
| Metropolitana de Santiago | 5/34                  | Claudina Núñez Jiménez          | Santiago V                 |
| Metropolitana de Santiago | 5/34                  | Valeria Ortega Contreras*       | Cordillera                 |
| Biobío                    | 2/28                  | Leonidas Peña Henríquez         | Arauco                     |
| Biobío                    | 2/28                  | Tamara Concha Cabrera           | Concepción III             |
| Aysén                     | 1/14                  | Benjamin Infante Rodríguez-Peña | Coyhaique                  |
| Total nacional            | 15                    | 15                              | 15                         |

### Alcaldes
El Partido Comunista de Chile tiene 3 alcaldes, dos militantes y un independiente (*) apoyado por el partido, en el periodo 2024-2028.
| Nombre              | Municipio | Región        |
| ------------------- | --------- | ------------- |
| Javiera Reyes Jara  | Lo Espejo | Metropolitana |
| Fares Jadue Leiva   | Recoleta  | Metropolitana |
| Ítalo Bravo Lizana* | Pudahuel  | Metropolitana |

### Concejales
El Partido Comunista de Chile tiene 105 concejales, incluyendo los militantes y los independientes apoyados por el partido, en el periodo 2024-2028.
| Región                         | Concejales |
| ------------------------------ | ---------- |
| Arica y Parinacota             | 1          |
| Tarapacá                       | 0          |
| Antofagasta                    | 4          |
| Atacama                        | 7          |
| Coquimbo                       | 11         |
| Valparaíso                     | 15         |
| Metropolitana de Santiago      | 39         |
| O'Higgins                      | 4          |
| Maule                          | 3          |
| Ñuble                          | 1          |
| Biobío                         | 9          |
| La Araucanía                   | 3          |
| Los Ríos                       | 4          |
| Los Lagos                      | 1          |
| Aysén                          | 1          |
| Magallanes y Antártica Chilena | 2          |
| Total nacional                 | 105        |

## Liderazgo
El nombre del cargo desde su fundación (1922) hasta el XXII Congreso Nacional (2002) era secretario general. La reforma de estatutos del XXII Congreso lo denomina presidente. Por tanto la dirección nacional del PCCh está conformado por el Comité Central (electo por el Congreso Nacional) elige al presidente (secretario general entre 1922-2002), secretario general (subsecretario general entre 1922-2002), la Comisión Política y el Secretariado.  Entre 1922 y 2002 existió el cargo de presidente, pero más bien honorífico, ocupado por Elías Lafferte (1956 hasta su muerte en 1961).

### Presidente
| N.º. | Presidente(a) | Presidente(a)                | Inicio                 | Final                | Otros cargos |
| ---- | ------------- | ---------------------------- | ---------------------- | -------------------- | --- |
| 1    |               | Gladys Marín Millie          | 3 de noviembre de 2002 | 6 de marzo de 2005   | Secretaria General del Partido Comunista de Chile (1994-2002) Diputada de la República por Santiago (1965-1973) Secretaria General de las Juventudes Comunistas (1965-1974)                                                                          |
| 2    |               | Guillermo Teillier del Valle | 6 de marzo de 2005     | 29 de agosto de 2023 | Diputado de la República por Santiago (2010-2022) Secretario general del Partido Comunista de Chile (2002-2005) |
| 3    |               | Lautaro Carmona Soto         | 29 de agosto de 2023   | En el cargo          | Diputado de la República por Atacama (2010-2018) Vicepresidente de la Cámara de Diputadas y Diputados de Chile (2014-2015) Secretario general del Partido Comunista de Chile (2005-2023) Secretario general de las Juventudes Comunistas (1979-1989) |

### Secretario general
| N.º. | Secretario(a) | Secretario(a)                | Inicio                 | Final                  | Otros cargos |
| ---- | ------------- | ---------------------------- | ---------------------- | ---------------------- | --- |
| 1    |               | Ramón Sepúlveda Leal         | 1922                   | 1924                   | Diputado de la República por Valparaíso (1926-1932) |
| 2    |               | Luis A. González             | 1924                   | 1924                   | Sin cargo público |
| 3    |               | Galvarino Gil                | 1924                   | 1925                   | Sin cargo público |
| 4    |               | Maclovio Galdames            | 1925                   | 1926                   | Sin cargo público |
| 5    |               | José Santos Zavala           | 1926                   | 1927                   | Sin cargo público |
| 6    |               | Isaías Iriarte               | 1927                   | 1931                   | Sin cargo público |
| 7    |               | Carlos Contreras Labarca     | 1931                   | 6 de noviembre de 1946 | Senador de la República por Magallanes (1961-1969) Ministro de Obras Públicas y Vías de Comunicación (1946-1947) Senador de la República por Santiago (1941-1946) Diputado de la República por Arica (1937-1941; 1926-1930) |
| 8    |               | Ricardo Fonseca Aguayo       | 6 de noviembre de 1946 | 21 de julio de 1949    | Diputado de la República por Arica (1941-1949) Secretario general de las Juventudes Comunistas (1936-1940) |
| 9    |               | Galo González Díaz           | 21 de julio de 1948    | 8 de marzo de 1958     | Sin cargo público |
| 10   |               | Luis Corvalán Lepe           | 8 de marzo de 1958     | 1990                   | Senador de la República por Valparaíso (1969-1973) Senador de la República por Biobío (1961-1969) |
| 11   |               | Volodia Teitelboim Volosky   | 1990                   | 15 de agosto de 1994   | Senador de la República por Santiago (1965-1973) Diputado de la República por Valparaíso (1961-1965) |
| 12   |               | Gladys Marín Millie          | 15 de agosto de 1994   | 3 de noviembre de 2002 | Diputada de la República por Santiago (1965-1973) Secretaria General de las Juventudes Comunistas (1965-1974) |
| 13   |               | Guillermo Teillier del Valle | 3 de noviembre de 2002 | 6 de marzo de 2005     | Diputado de la República por Santiago (2010-2022) |
| 14   |               | Lautaro Carmona Soto         | 6 de marzo de 2005     | 29 de agosto de 2023   | Diputado de la República por Atacama (2010-2018) Vicepresidente de la Cámara de Diputadas y Diputados de Chile (2014-2015) Secretario general de las Juventudes Comunistas (1979-1989)                                      |
| 15   |               | Bárbara Figueroa Sandoval    | 29 de agosto de 2023   | En el cargo            | Presidenta de la Central Unitaria de Trabajadores de Chile (2012-2021) Embajadora de Chile en Argentina (2022-2023) |

## Congresos Nacionales

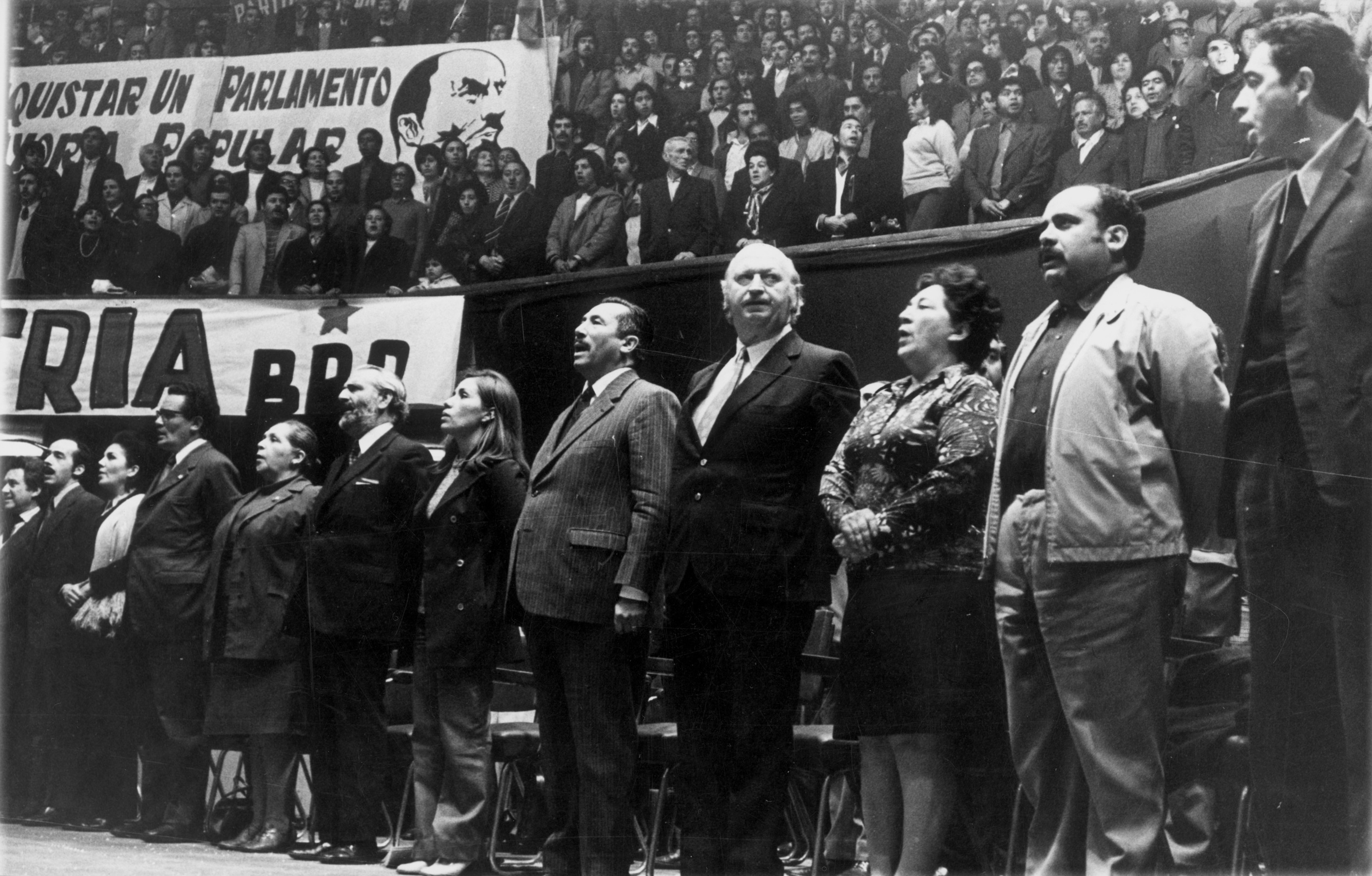
Congreso Nacional del Partido Comunista, 1973.

Desde 1912 a la fecha, el Partido Comunista ha desarrollado 26 Congresos Nacionales. Los primeros fueron con el nombre de Partido Obrero Socialista, desde el I hasta el IV Congreso, pues en este último fue en el que se decidió la adhesión a la Internacional Comunista y se adoptó el nombre de Partido Comunista.
- I Congreso - 1 y 2 de mayo de 1915, Santiago
- II Congreso - 1 y 2 de junio de 1920, Antofagasta
- III Congreso - 25 y 26 de diciembre de 1920, Valparaíso
- IV Congreso - 1 y 2 de enero de 1922, Rancagua
- V Congreso - diciembre de 1923, Chillán
- VI Congreso - 18 y 19 de septiembre de 1924, Viña del Mar
- VII Congreso - 25 y 26 de diciembre de 1925, Santiago
- VIII Congreso - 1 y 2 de enero de 1927, Santiago
- IX Congreso - 30 de marzo al comienzos de abril de 1933; Lo Ovalle y Cárcel Pública de Santiago (Santiago)
- X Congreso - 10 al 16 de abril de 1938, Santiago
- XI Congreso - 21 al 23 de diciembre de 1939, Santiago
- XII Congreso - 26 de diciembre de 1941 al 1 de enero de 1942, Santiago
- XIII Congreso - 8 al 15 de diciembre de 1945, Santiago
- XIV Congreso - abril de 1956, Cartagena
- XV Congreso - 18 al 23 de noviembre de 1958, Santiago
- XVI Congreso - 13 al 18 de marzo de 1962, Santiago
- XVII Congreso - 10 al 17 de octubre de 1965, Santiago
- XVIII Congreso - 23 al 29 de noviembre de 1969, Santiago
- XIX Congreso - mayo de 1989, Costa Azul (Cartagena)
- XX Congreso - 11 al 15 de agosto de 1994, Santiago
- XXI Congreso - 15 al 18 de octubre de 1998, Santiago
- XXII Congreso - 31 de octubre al 3 de noviembre de 2002, Santiago[cita requerida]
- XXIII Congreso - 24 al 26 de noviembre del 2006, Santiago[cita requerida]
- XXIV Congreso - 10 al 12 de diciembre de 2010, Santiago[cita requerida]
- XXV Congreso - 1 al 3 de abril de 2016, Santiago[cita requerida]
- XXVI Congreso - 20 al 22 de noviembre de 2020, Santiago[cita requerida]
- XXVII Congreso - 10 al 12 de enero de 2025, Santiago[73]

## Resultados electorales

### Elecciones presidenciales
|  | 0.41 % |

|  | 28.47 % |

|  | 0.85 % |

|  | 1.20 % |

|  | 50.45 % |

|  | 55.96 % |

|  | 40.23 % |

|  | 5.45 % |

|  | 28.85 % |

|  | 38.93 % |

|  | 36.63 % |

|  | 55.17 % |

|  | 4.70 % |

|  | 3.19 % |

|  | 5.40 % |

|  | 6.21 % |

|  | 46.70 % |

|  | 62.17 % |

|  | 22.70 % |

|  | 45.42 % |

|  | 25.83 % |

|  | 55.87 % |

### Elecciones parlamentarias
|  | 0,64 % |

|  | 2,16 % |

|  | 0,49 % |

|  | 4,16 % |

|  | 11,80 % |

|  | 12,18 % |

|  | 10,18 % |

|  | 1,25 % |

|  | 4,93 % |

|  | 11,76 % |

|  | 12,21 % |

|  | 12,73 % |

|  | 10,73 % |

|  | 16,60 % |

|  | 18,04 % |

|  | 16,36 % |

|  | 17,29 % |

|  | 4,99 % |

|  | 3,47 % |

|  | 6,88 % |

|  | 8,44 % |

|  | 5,22 % |

|  | 2,64 % |

|  | 5,14 % |

|  | 2,19 % |

|  | 2,02 % |

|  | 0,00 % |

|  | 4,11 % |

|  | 0,14 % |

|  | 4,58 % |

|  | 1,21 % |

|  | 7,35 % |

|  | 7,21 % |

Nota 1: Entre las elecciones parlamentarias de 1949 y 1953, el PCCh se encontraba proscrito debido a la Ley de Defensa Permanente de la Democracia, pero presentó candidatos a través del (Partido Socialista Auténtico, Frente del Pueblo) y Frente de Acción Popular, señalándose solo la cantidad de parlamentarios electos.
Nota 2: En las elecciones parlamentarias de 1989, el PCCh se encontraba proscrito y tuvo que presentarse con el patrocinio legal del Partido Amplio de Izquierda Socialista, el que además aglutinaba a sectores de los también prohibidos Partido Socialista, MAPU e Izquierda Cristiana.

### Elecciones de gobernadores regionales
|  | 3,46 % |

|  | 0,00 % |

|  | 0,75 % |

|  | 1,72 % |

### Elecciones de consejeros regionales
|  | 4,92 % |

|  | 4,65 % |

|  | 7,30 % |

|  | 6,99 % |

### Elecciones municipales
|  | 5,99 % |

|  | 8,64 % |

|  | 6,40 % |

|  | 16,52 % |

|  | 9,56 % |

|  | 12,84 % |

|  | 15,10 % |

|  | 17,08 % |

|  | 6,55 % |

|  | 5,09 % |

|  | 3,24 % |

|  | 2,99 % |

|  | 4,88 % |

|  | 2,47 % |

|  | 5,03 % |

|  | 1,35 % |

|  | 5,36 % |

|  | 1,63 % |

|  | 5,47 % |

|  | 5,22 % |

|  | 9,23 % |

|  | 2,84 % |

|  | 6,24 % |

Nota: Entre 1992 y 2000 se votaba solo para elegir concejales. A partir de 2004 se realizan las votaciones de alcalde y concejales por separado.

### Elecciones de convencionales constituyentes
| Elección | Votos   | % de votos      | Escaños |
| -------- | ------- | --------------- | ------- |
| 2021     | 285 216 | \| \| 5,00 % \| | 7/155   |
|          | 5,00 %  |                 |         |

### Elecciones de consejeros constitucionales
| Elección | Votos   | % de votos      | Escaños |
| -------- | ------- | --------------- | ------- |
| 2023     | 791 533 | \| \| 8,08 % \| | 2/50    |
|          | 8,08 %  |                 |         |

## Eslóganes de campaña
| Elección                           | Eslogan                                  |
| ---------------------------------- | ---------------------------------------- |
| Municipales de 1992                |                                          |
| Parlamentarias de 1993             | ¡Atrévete!                               |
| Municipales de 1996                |                                          |
| Parlamentarias de 1997             | Vota por Chile, vota por la Izquierda    |
| Municipales de 2000                | Por un Chile de verdad, con la Izquierda |
| Parlamentarias de 2001             | Otro Chile, es posible con la Izquierda  |
| Municipales de 2004                |                                          |
| Parlamentarias de 2005             | Vota libre, vota C                       |
| Municipales de 2008                |                                          |
| Parlamentarias de 2009             | Unidos podemos                           |
| Municipales de 2012                | Por un Chile justo                       |
| Parlamentarias de 2013             | Vota confiado, vota comunista            |
| Municipales de 2016                | Manos limpias, para transformar Chile    |
| Parlamentarias de 2017             | Chile puede más, vota comunista          |
| Plebiscito 2020                    |                                          |
| Convencionales constituyentes 2021 | Vota sin miedo, vota comunista           |
| Parlamentarias de 2021             | Con hechos, no palabras                  |
| Municipales de 2024                | Vivir bien, vivir seguros                |
| Regionales de 2024                 | Vivir bien, vivir seguros                |